# SNCF Z 50000
De Z 50000 (technische naam), ook wel Francilien (handelsnaam), of NAT (naam van het project, voor "Nouvelle Automotrice Transilien"), is een type elektrisch aangedreven treinstel. Het treinstel is ontworpen voor het voorstadstreinnetwerk Transilien in de Franse regio Île-de-France rond Parijs. De treinen rijden van en naar het Gare Saint-Lazare, het Gare du Nord en het Gare de l'Est. De treinstellen vervingen onder andere de treinstellen Z 6100 (bijgenaamd "p'tits gris").
De Z 50000 wordt gekenmerkt door een ruim interieur, met veel licht en ruimte. Ook heeft de Z 50000 ruime bakovergangen, door het gebruik van jacobsdraaistellen. De treinen worden gebouwd door Bombardier in Crespin.
De massaproductie van de treinstellen begon in 2009. Als eerste ontving Transilien lijn H 82 treinstellen, tussen 2009 en 2013. Na een uitrol die geplaagd werd door storingen, worden de treinstellen nu langzaamaan geleverd voor de lijnen P, J en L.

## Geschiedenis

### Voorgeschiedenis
Met de komst van 194 treinstellen Z 20500 werd het materieelpark van Île-de-France in de jaren negentig aanzienlijk verjongd. De extra bestelling van 53 treinstellen Z 22500 voor de RER E, en ten slotte 54 treinen Z 20900 voor de RER C en de voorstadstreinen naar de noordelijke voorsteden kwamen daar nog bovenop. Deze bestellingen waren echter niet voldoende om alle roestvrijstalen treinstellen van de types Z 5300 en Z 6100, waarvan het einde van hun diensttijd dichterbij kwam, buiten dienst te stellen. Deze roestvrijstalen treinen werden dan ook vanaf 2000 buiten dienst gesteld. Bovendien naderden de RIO/RIB-treinstammen een hoge leeftijd, waardoor ook hun buitendienststelling moest worden voorbereid.
De Franse nationale spoorwegmaatschappij SNCF overwoog dan ook de ingebruikname van nieuwe treinstellen voor de voorsteden. De treinen zouden geleverd moeten worden vanaf 2008 of 2009. Hoewel sinds de jaren tachtig elk nieuw treinstel dubbeldeks was, viel de keuze op een enkeldeks treinstel, om zo de trein toegankelijker te maken voor invaliden.
In februari 2004 werd door de SNCF en het Syndicat des Transports d'Île-de-France (STIF) het ontwerpen en het produceren van een nieuw type trein voor het spoorwegnet van Île-de-France aanbesteed. Alstom, Bombardier en Siemens deden een bod, en in oktober 2006 werd het contract gegund aan Bombardier. Na een aantal haperingen, veroorzaakt doordat Alstom in beroep ging tegen de gunning werd het leveringscontract met de SNCF getekend in november 2006. Er worden 172 treinen geleverd voor een totaalbedrag van 1 miljard 850 miljoen euro, iets meer dan 10 miljoen euro per trein. De treinen zouden voor de helft gefinancierd worden door de SNCF en voor de andere helft door het STIF.

### Productie
Het productieproces voor de testtreinen startte begin 2007. De treinen worden gebouwd in de vestiging van Bombardier te Crespin. De eerste trein werd getest op de testbaan van Bombardier in Crespin. Vijf andere treinen werden getest op verschillende punten op het fabrieksterrein van Bombardier in Crespin, op de testbaan van Valenciennes, bij het Siemens testcentrum Wegberg-Wildenrath in Duitsland en op het testcircuit rond Velim in Tsjechië. Ook werden enkele treinen getest in de klimaatkamer van Rail Tec Arsenal in Wenen, waar de treinen werden blootgesteld aan temperaturen van −25 tot +50°C.
Op 16 oktober 2009 werden de resultaten van deze klimatologische tests bekend. Tegelijkertijd kondigde STIF-voorzitter Jean-Paul Huchon een optie op 200 extra treinen aan ter waarde van ongeveer 2 miljard euro.
De eerste tests op dynamisch gedrag en snelheid begonnen in april 2009. Eerst werd getest in Bretagne, met een trein van zeven rijtuigen. In juni van datzelfde jaar werd dezelfde trein, geherconfigureerd naar acht rijtuigen, gebruikt voor tests in het departement Savoie. De tests, die vooral vooral plaatsvonden in de vallei van Maurienne, bevatten vooral acceleratie- en remtests onder 1500 V gelijkspanning.
Om voor een gelijkvloerse instap te zorgen werden rond hetzelfde tijdstip op verschillende stations langs Transilien lijn H de perrons verhoogd. De meeste perrons hadden een hoogte van 55 cm, en de instaphoogte van de Z 50000-treinstellen is 92 cm. Daarom zijn veel perrons langs lijn H verhoogd naar 92 cm.
Het nieuwe materieel werd op 4 november 2009 aan de pers gepresenteerd. Tijdens de bijeenkomst, die plaatsvond op het Paris-Nord Technicentre Joncherolles in Villetaneuse, werd tevens een nieuwe huisstijl met de kleuren rood, groen en grijs gepresenteerd. De nieuwe huisstijl zal geleidelijk op alle treinen in Île-de-France worden toegepast.

### De eerste rit
Op zaterdag 12 december 2009 werd een inaugurele rit gereden, van Luzarches richting Paris-Nord. Oorspronkelijk was de commerciële indienststelling gepland op 13 december 2009. Als gevolg van een staking van de treinbestuurders werd deze datum echter niet gehaald. De commerciële indienststelling vond uiteindelijk op 14 december 2009 plaats.
Tijdens de inaugurele rit werden twee treinen gebruikt: treinstel 8 (Z 50015/16) en treinstel 9 (Z 50017/18). De inaugurele trein had de bijzondere missienaam NAT0, waarin NAT de afkorting was voor Nouvelle Automotrice Transilien.

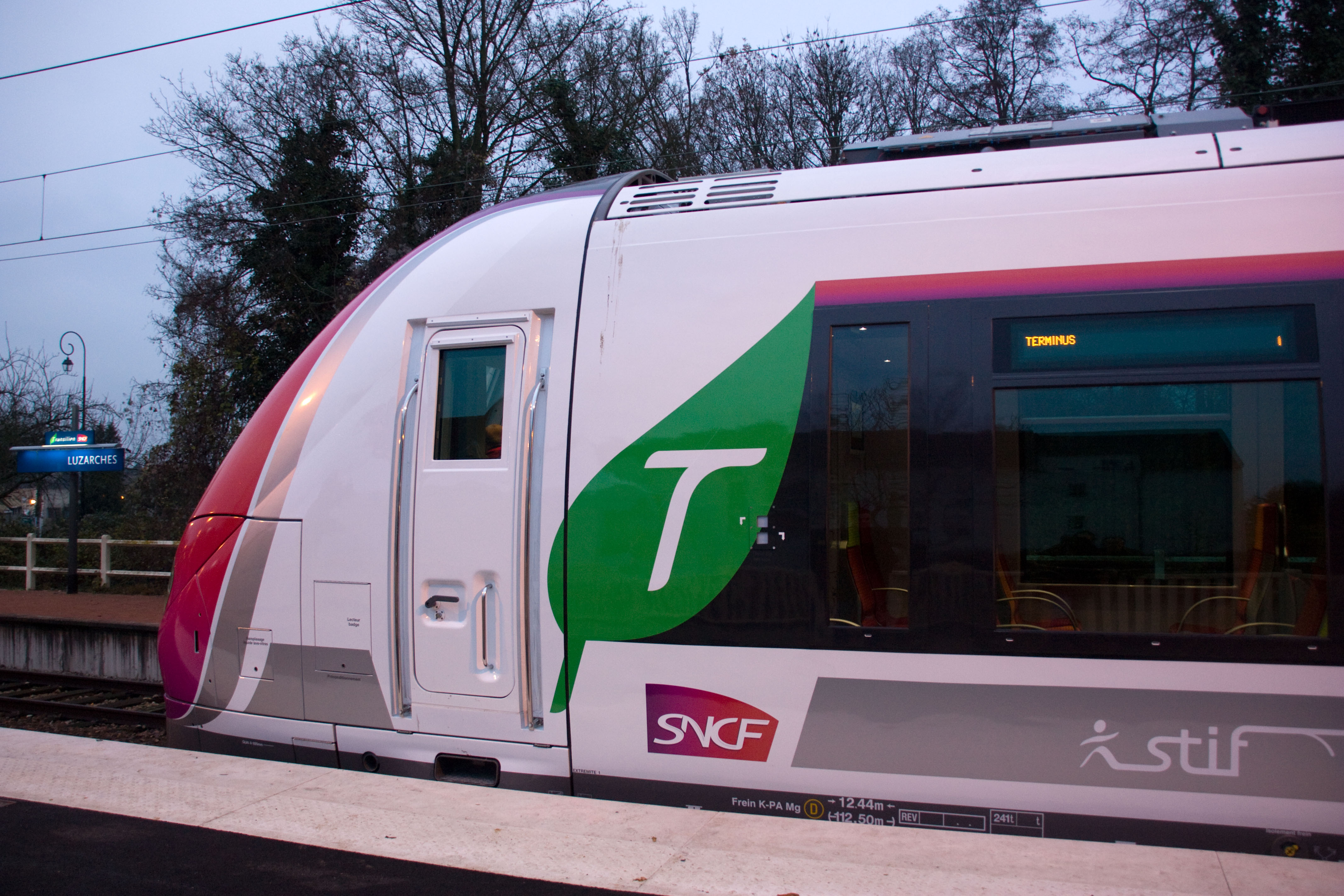
Het treinstel Z 50015/16 op het perron op het station van Luzarches, voor zijn inaugurele rit.
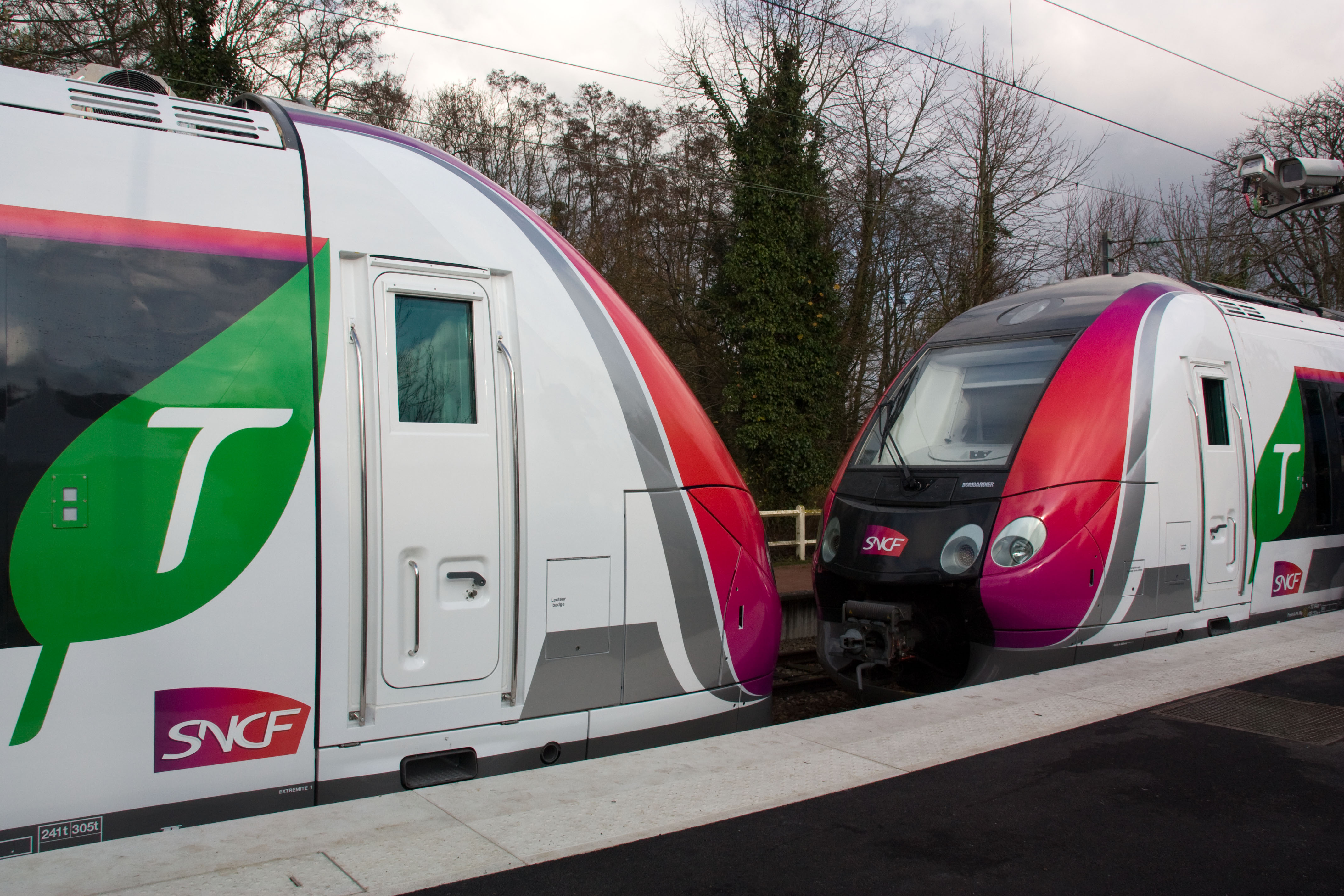
De treinstellen Z 50015/16 en Z 50017/18 op hetzelfde perron voor de inaugurele rit.
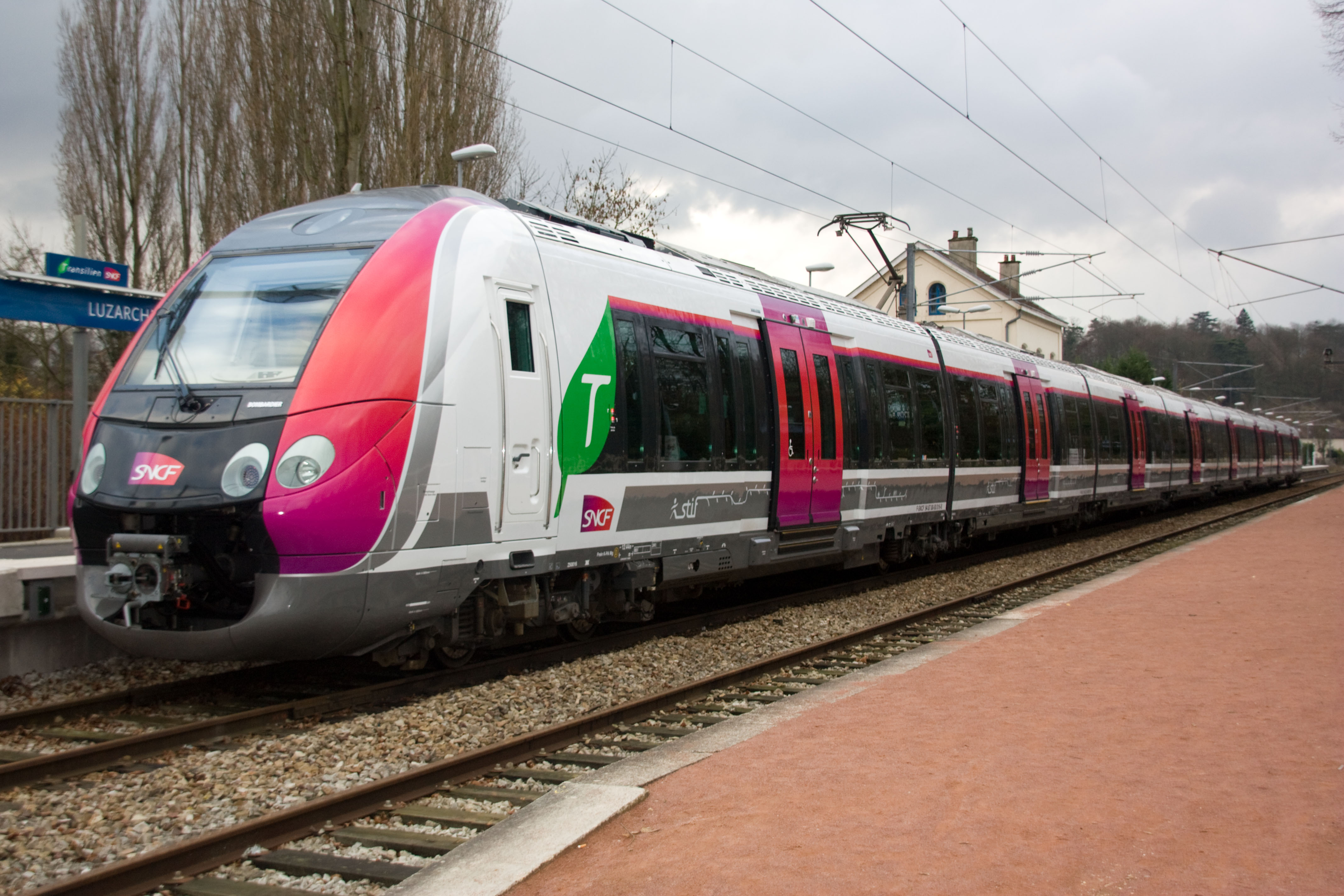
Het treinstel Z 50015/16 op het perron op het station van Luzarches, voor zijn inaugurele rit.
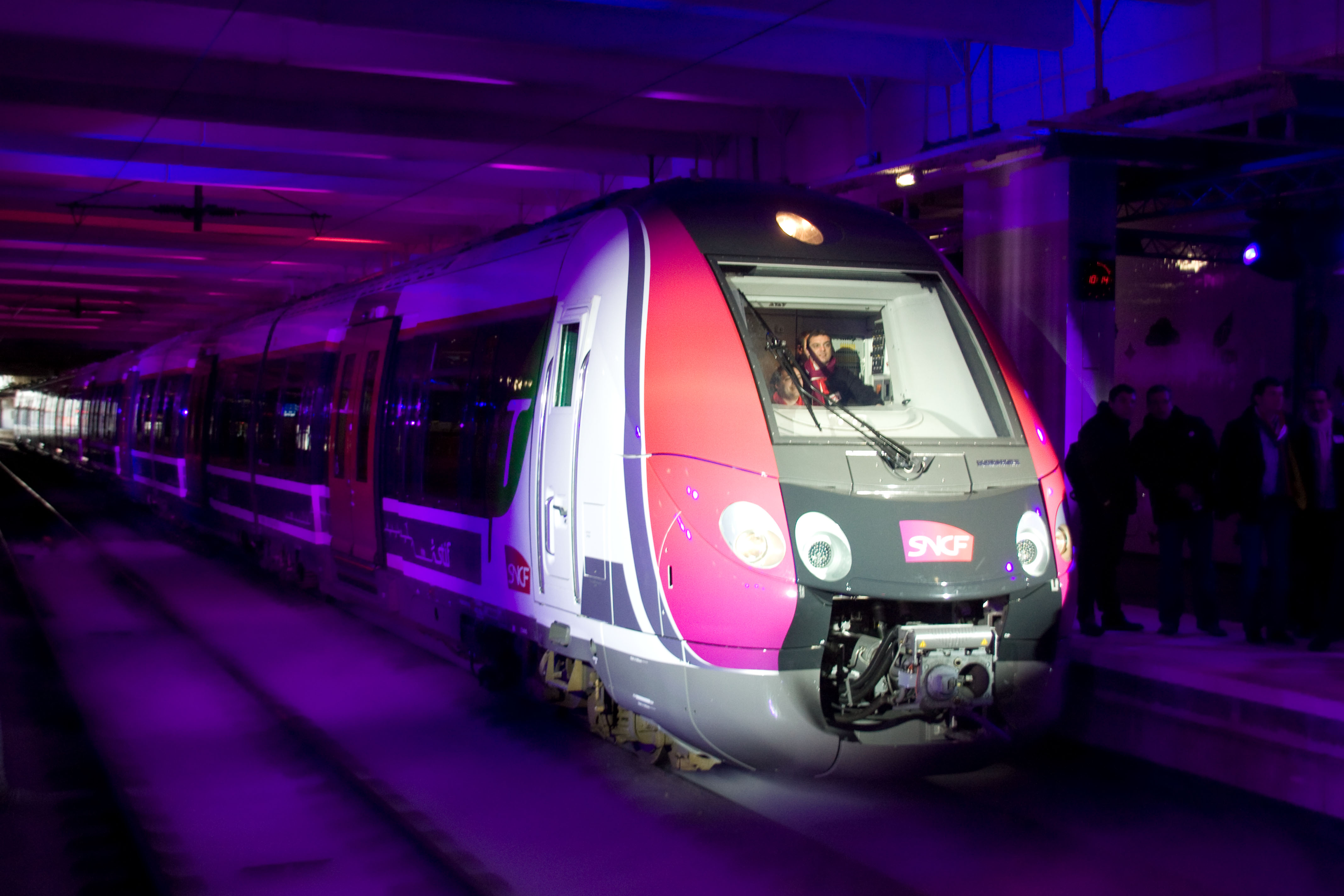
Het treinstel Z 50015/16 na zijn inaugurele rit op station Paris-Nord, 12 december 2009.

### Beginfase
Volgens de planning verdeelt de SNCF de geleverde treinen treinen over de volgende lijnen:
- Transilien Paris-Nord (lijn H): 82 treinen
- Transilien Paris Saint-Lazare (lijnen J en L): 55 treinen (korte versie)
- Transilien Paris-Est (lijn P): 35 treinen

De treinen werden geleverd van oktober 2009 tot april 2015. Een optie voor 200 extra treinen is in 2009 omgezet in een order, deze treinen worden volgens de planning geleverd vanaf 2016.
De eerste twee treinen Z 50000 werden op 21 oktober en 4 december 2009 geleverd aan de SNCF. Hierna konden de treinbestuurders opgeleid worden om te rijden met het materieel.
In januari-februari 2010 werden nog twee treinen afgeleverd, en in maart-april volgde er nog twee. Deze eerste zes treinen werden alleen buiten de spits gebruikt. Eind april 2010 werden de treinen tijdelijk buiten dienst gesteld. Dit wegens twee ernstige kinderziektes:
- het systeem dat controleert of er mankementen aan de trein zijn werkte niet;
- de deuren weigerden regelmatig te openen.

Oorspronkelijk zouden eind mei negen treinen zijn geleverd. Eind augustus zou dit aantal vijftien moeten zijn en aan het einde van 2010 zouden vijfentwintig treinen moeten zijn afgeleverd. Dit aantal is echter twee keer bijgesteld als gevolg van twee grote storingen. De SNCF stopte zelfs eind april met de afname van nieuwe treinstellen, totdat er een oplossing gevonden werd voor de problemen.
Vanaf 3 juli 2010 rijden de treinen weer, echter alleen gekoppeld. Vanaf 7 juli 2010 reden de treinen weer planmatig: er werden drie retourritten gereden tussen Paris-Nord en Luzarches, maar alleen 's middags buiten de spits. In augustus werd er voor het eerst gereden in de spits, en in september werden weer drie treinen geleverd. In december 2010 waren er slechts 12 treinen geleverd in plaats van de 25 die in het contract staan. Bombardier zegde toe de achterstand in juni 2011 bijgewerkt te hebben door dan in totaal veertig treinen geleverd te hebben. Volgens een planning uit mei 2010 zouden er 28 treinen per jaar geleverd worden, en de laatste trein zou daardoor december 2015 geleverd worden. Om de opgelopen achterstand in te halen is later in 2010 besloten het aantal te leveren treinen per jaar te doen stijgen tot 40. De laatste trein zal nu in april 2015 geleverd worden.
Op 4 november 2010 kwamen reizigers voor meer dan een uur vast te zitten in een trein op het station Écouen - Ézanville. In de trein zaten de reizigers zonder licht, ventilatie en informatie. Ook de luidsprekerswerkten niet. Tot overmaat van ramp konden de reizigers de trein niet verlaten omdat de deuren niet konden worden geopend. Naar aanleiding van dit incident verzocht een reiziger bij de rechter tot de directe beëindiging van het gebruik van de Z 50000 treinstellen. Volgens deze reiziger moest dit uit voorzorg, omdat reizigers die medische zorg nodig hebben die mogelijk niet zouden kunnen krijgen.
Na tal van geconstateerde tekortkomingen, publiceerde het Syndicat des transports d'Ile-de-France op 4 maart 2011 een verklaring aan de reizigers. Hierin werden de SNCF en Bombardier aangedrongen tot het maken van een actieplan om de problemen zo snel mogelijk te verhelpen. Het STIF herinnerde Bombardier er hiermee ook aan dat de vertraging bij het afleveren in juni ingelopen moest zijn.
Op 22 maart 2011 werd Bombardier gedwongen om de leveringen tijdelijk op te schorten. De twintig treinen die tot dan toe geleverd waren stonden namelijk vaker in de remise voor reparatie dan op het spoor. De geleverde treinen bleven echter in dienst.
Tussen 4 en 8 april 2011 werden 's nachts tests gedaan met de treinen tussen Parijs en Pontoise (lijn H). De testen werden gehouden om te controleren of het 'équipement agent seul'-systeem, wat ervoor zorgt dat de treindeuren gesloten kunnen worden door de treinbestuurder, wel werkte. Ook werden er tests met de uitschuiftreden gedaan. Uiteindelijk zou het wegens vertraging bij de aflevering van het materieel tot november 2011 duren voordat er op dit traject met deze treinen gereden zou worden. In april en mei 2011 onderhandelden de SNCF en de regionale raad van Île-de-France met Bombardier over een eventuele schadevergoeding voor de vertraagde levering. Er gingen geruchten dat het contract verbroken zou worden, alhoewel de SNCF en het STIF dit ontkenden.

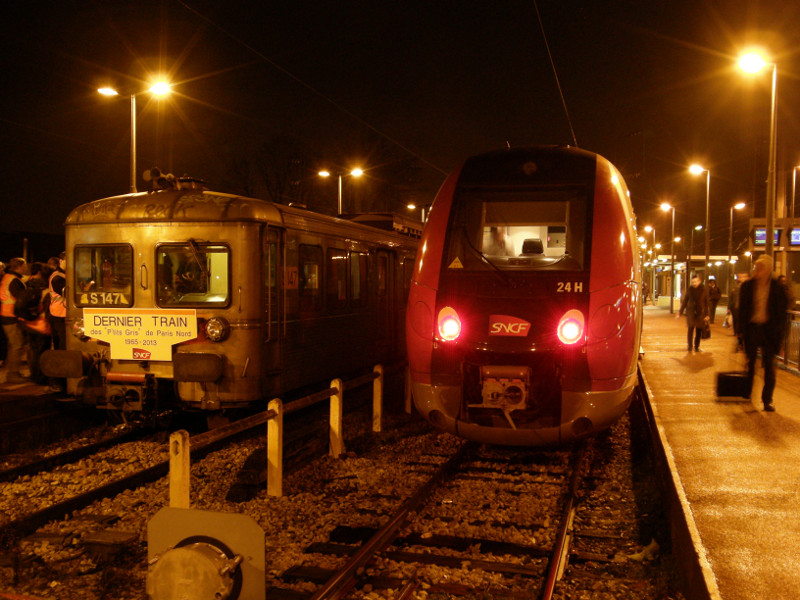
P'tit gris-treinstel Z 6147 te Valmondois, na het rijden van de allerlaatste commerciële rit van het Z 6100-materieel

In oktober 2011 ging de levering weer verder. Het tempo van de leveringen lag daarbij hoog, aangezien een aantal treinstellen al bijna-afgebouwd klaarstonden naast de fabriek van Bombardier in Crespin.
In december 2011 kwam de levering echter opnieuw stil te liggen. De technici van de Bombardier-fabriek in Crespin werkten met de technici van de SNCF aan het verbeteren van de treinen. Deze situatie duurde tot maart 2012.

### Betrouwbare dienst
Na een korte dip in het tempo van de levering, werd de levering van de Z 50000-treinstellen vanaf de lente van 2012 in een vlot tempo voortgezet. Op 27 juni 2012 waren 50 treinen geleverd, eind december 2012 waren er 82 stuks geleverd. De snelle levering maakte het mogelijk om op 10 januari 2013 het Z 6100-materieel buiten dienst te stellen.
Sinds 11 februari 2013 wordt de Francilien ook ingezet op lijn P, enkele maanden eerder dan eerder verwacht (in de zomer van 2012 werd nog uitgegaan van op zijn vroegst maart). De eerste treinstellen worden ingezet op het traject Paris-Est - Meaux. Rond februari werd ook begonnen met de eerste testritten met zevendelige treinstellen op de sporen van de lijnen J en L. De eerste ritten met zevendelig materieel vond plaats op 14 juli 2013, op lijn L tussen Paris Saint-Lazare en Bécon-les-Bruyères/Nanterre-Université. Op 2 augustus 2013 ging het honderdste treinstel in dienst. Door het versnelde tempo van de levering kon de treindienst Paris-Est - Coulommiers vanaf de herfst van 2013 al voorzien worden van de Z 50000-treinstellen. De treindiensten Paris-Saint-Lazare - Ermont-Eaubonne en Paris-Saint-Lazare - Pontoise tussen 2014 en 2015. Hiermee zijn alle vertragingen die ontstaan zijn door de opstartproblemen ingelopen.

### Eerste optie
Op 11 december 2013 besloot het STIF tot de aanschaf van drieënveertig extra treinstellen, uit de optie voor 200 treinstellen.
De bestelling omvatte:
- zes treinstellen van acht rijtuigen voor lijn H, om de Z 6400-treinstellen die op deze verbinding reden te vervangen;
- achttien treinstellen van acht rijtuigen voor lijn K, om het complete materieel van de lijn te vervangen;
- negentien treinstellen van zeven rijtuigen voor lijn L, ter vervanging van een aantal Z 6400-treinstellen op de routes Parijs - Versailles Rive-Droite / Saint-Nom-La-Breteche.

De treinstellen voor de lijnen H en K werden vanaf eind 2016 vervangen; de stellen van lijn L kwamen eind 2017 in dienst.

## De verdeling per lijn

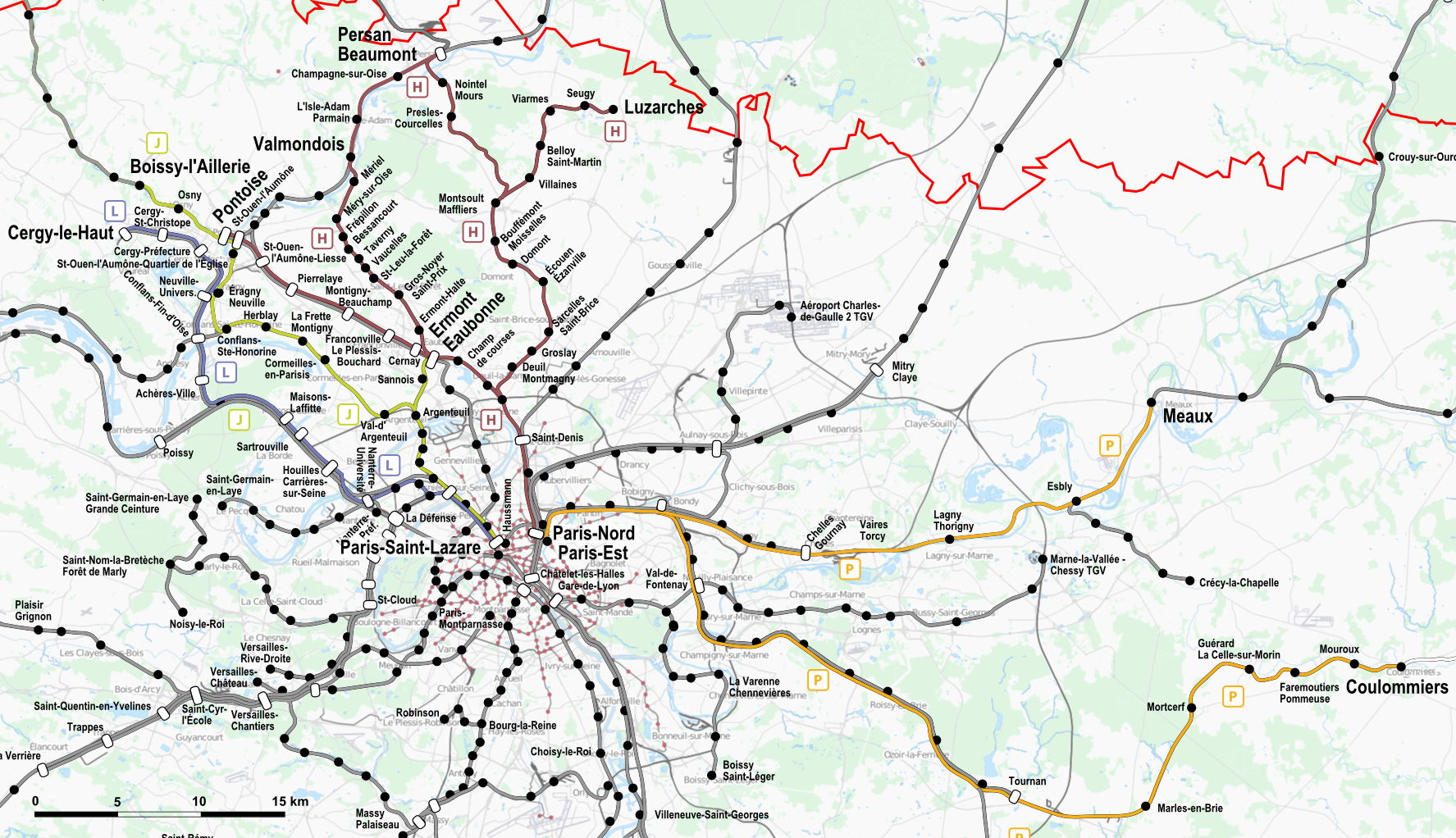
Kaart met de trajecten waar het Z 50000-materieel ingezet zal worden. Klik op de afbeelding voor een vergroting

De 172 treinen worden als volgt verdeeld op de verschillende lijnen:
- Lijn H: 82 treinen op de assen Parijs - Luzarches, Parijs - Persan-Beaumont via Montsoult-Maffliers, Parijs - Persan-Beaumont via Valmondois en Parijs - Pontoise
- Lijnen J en L: 55 treinen van de korte versie op de assen:
  - Lijn J: Parijs - Mantes-la-Jolie via Poissy en via Conflans, Parijs - Ermont-Eaubonne;
  - Lijn L: Parijs - Cergy-le-Haut;
- Lijn P: 35 treinen op de assen Parijs - Meaux en Parijs - Coulommiers.

Na de introductie van de 172 treinen was 20% van de treinen op het voorstedelijke netwerk van Parijs vervangen, en waren de treinstellen Z 5300, Z 6100 en overgrote deel van de treinstammen RIO/RIB buiten dienst. De indienststelling van de treinen zorgt er ook voor dat de Z 2N-treinstellen, alsmede de VB 2N-treinstammen naar andere lijnen overgeplaatst konden worden. Bovendien zorgden de nieuwe treinen ervoor dat op veel lijnen minder soorten materieel gebruikt werd, wat het onderhoud gemakkelijker en goedkoper maakt.
De komst van deze treinstellen zorgde echter niet voor een complete buitendienststelling van de RIO/RIB treinstammen. Vanwege het ontbreken van bovenleiding op de spoorlijn Trilport - La Ferté-Milon werden voor de spitsdiensten Parijs - La Ferté-Milon nog de oude RIO/RIB treinstammen gebruikt, getrokken door BB 67400 diesellocomotieven. Deze situatie zou nog tot 2016 duren; in 2017 kwam er meer B 82500 "Bi-Bi"-materieel beschikbaar. Tot dan werd dit materieel gebruikt tussen Parijs en Provins, maar vanaf 2017 is het hele traject tussen deze twee stations geëlektrificeerd.
| Staat van het materieel                | Staat van het materieel | Staat van het materieel | Staat van het materieel | Staat van het materieel | Staat van het materieel | Staat van het materieel | Staat van het materieel | Staat van het materieel |
| Treinnummer                            | Motoren                 | Indienststelling        | Buitendienststelling    | Aantal wagons           | Depot                   | Livrei                  | Doopnaam (datum)        | Lijn                    |
| -------------------------------------- | ----------------------- | ----------------------- | ----------------------- | ----------------------- | ----------------------- | ----------------------- | ----------------------- | ----------------------- |
| 01 P                                   | Z 50001/02              | 4 februari 2011         | /                       | 8                       | Noisy-le-Sec            | STIF                    | /                       | Trans P                 |
| 02 H                                   | Z 50003/04              | 26 oktober 2012         | /                       | 8                       | Joncherolles            | STIF                    | /                       | Trans H                 |
| 03 H                                   | Z 50005/06              | 7 december 2012         | /                       | 8                       | Joncherolles            | STIF                    | /                       | Trans H                 |
| 04 H                                   | Z 50007/08              | 1 december 2010         | /                       | 8                       | Joncherolles            | STIF                    | /                       | Trans H                 |
| 05 H                                   | Z 50009/10              | 28 september 2012       | /                       | 8                       | Joncherolles            | STIF                    | /                       | Trans H                 |
| 06 H                                   | Z 50011/12              | 11 september 2012       | /                       | 8                       | Joncherolles            | STIF                    | /                       | Trans H                 |
| 07 H                                   | Z 50013/14              | 19 december 2011        | /                       | 8                       | Joncherolles            | STIF                    | /                       | Trans H                 |
| 08 P                                   | Z 50015/16              | 23 oktober 2009         | /                       | 8                       | Noisy-le-Sec            | STIF                    | /                       | Trans P                 |
| 09 P                                   | Z 50017/18              | 11 december 2009        | /                       | 8                       | Noisy-le-Sec            | STIF                    | /                       | Trans P                 |
| 10 H                                   | Z 50019/20              | 12 maart 2010           | /                       | 8                       | Noisy-le-Sec            | STIF                    | /                       | Trans H                 |
| 11 H                                   | Z 50021/22              | 13 juli 2010            | /                       | 8                       | Noisy-le-Sec            | STIF                    | /                       | Trans H                 |
| 12 P                                   | Z 50023/24              | 26 juli 2010            | /                       | 8                       | Noisy-le-Sec            | STIF                    | /                       | Trans P                 |
| 13 P                                   | Z 50025/26              | 16 juli 2010            | /                       | 8                       | Joncherolles            | STIF                    | /                       | Trans P                 |
| 14 P                                   | Z 50027/28              | 23 augustus 2010        | /                       | 8                       | Noisy-le-Sec            | STIF                    | /                       | Trans P                 |
| 15 P                                   | Z 50029/30              | 8 oktober 2010          | /                       | 8                       | Joncherolles            | STIF                    | /                       | Trans P                 |
| 16 P                                   | Z 50031/32              | 22 oktober 2010         | /                       | 8                       | Noisy-le-Sec            | STIF                    | /                       | Trans P                 |
| 17 P                                   | Z 50033/34              | 12 november 2010        | /                       | 8                       | Noisy-le-Sec            | STIF                    | /                       | Trans P                 |
| 18 P                                   | Z 50035/36              | 30 november 2010        | /                       | 8                       | Noisy-le-Sec            | STIF                    | /                       | Trans P                 |
| 19 P                                   | Z 50037/38              | 7 december 2010         | /                       | 8                       | Noisy-le-Sec            | STIF                    | /                       | Trans P                 |
| 20 P                                   | Z 50039/40              | 10 december 2010        | /                       | 8                       | Noisy-le-Sec            | STIF                    | /                       | Trans P                 |
| 21 P                                   | Z 50041/42              | 4 januari 2011          | /                       | 8                       | Noisy-le-Sec            | STIF                    | /                       | Trans P                 |
| 22 H                                   | Z 50043/44              | 4 januari 2011          | /                       | 8                       | Joncherolles            | STIF                    | /                       | Trans H                 |
| 23 H                                   | Z 50045/46              | 19 februari 2011        | /                       | 8                       | Joncherolles            | STIF                    | /                       | Trans H                 |
| 24 H                                   | Z 50047/48              | 5 maart 2011            | /                       | 8                       | Joncherolles            | STIF                    | /                       | Trans H                 |
| 25 H                                   | Z 50049/50              | 5 maart 2011            | /                       | 8                       | Joncherolles            | STIF                    | /                       | Trans H                 |
| 26 H                                   | Z 50051/52              | 2 oktober 2011          | /                       | 8                       | Joncherolles            | STIF                    | /                       | Trans H                 |
| 27 H                                   | Z 50053/54              | 10 oktober 2011         | /                       | 8                       | Joncherolles            | STIF                    | /                       | Trans H                 |
| 28 H                                   | Z 50055/56              | 18 december 2011        | /                       | 8                       | Joncherolles            | STIF                    | /                       | Trans H                 |
| 29 H                                   | Z 50057/58              | 14 oktober 2011         | /                       | 8                       | Joncherolles            | STIF                    | /                       | Trans H                 |
| 30 H                                   | Z 50059/60              | 20 oktober 2011         | /                       | 8                       | Joncherolles            | STIF                    | /                       | Trans H                 |
| 31 H                                   | Z 50061/62              | 27 oktober 2011         | /                       | 8                       | Joncherolles            | STIF                    | /                       | Trans H                 |
| 32 H                                   | Z 50063/64              | 21 december 2011        | /                       | 8                       | Joncherolles            | STIF                    | /                       | Trans H                 |
| 33 H                                   | Z 50065/66              | 27 oktober 2011         | /                       | 8                       | Joncherolles            | STIF                    | /                       | Trans H                 |
| 34 H                                   | Z 50067/68              | 25 november 2011        | /                       | 8                       | Joncherolles            | STIF                    | /                       | Trans H                 |
| 35 H                                   | Z 50069/70              | 2 november 2011         | /                       | 8                       | Joncherolles            | STIF                    | /                       | Trans H                 |
| 36 H                                   | Z 50071/72              | 18 november 2011        | /                       | 8                       | Joncherolles            | STIF                    | /                       | Trans H                 |
| 37 H                                   | Z 50073/74              | 2 november 2011         | /                       | 8                       | Joncherolles            | STIF                    | /                       | Trans H                 |
| 38 H                                   | Z 50075/76              | 11 november 2011        | /                       | 8                       | Joncherolles            | STIF                    | /                       | Trans H                 |
| 39 H                                   | Z 50077/78              | 12 december 2011        | /                       | 8                       | Joncherolles            | STIF                    | /                       | Trans H                 |
| 40 H                                   | Z 50079/80              | 13 april 2012           | /                       | 8                       | Joncherolles            | STIF                    | /                       | Trans H                 |
| 41 H                                   | Z 50081/82              | 23 maart 2012           | /                       | 8                       | Joncherolles            | STIF                    | /                       | Trans H                 |
| 42 H                                   | Z 50083/84              | 30 maart 2012           | /                       | 8                       | Joncherolles            | STIF                    | /                       | Trans H                 |
| 43 H                                   | Z 50085/86              | 4 september 2012        | /                       | 8                       | Joncherolles            | STIF                    | /                       | Trans H                 |
| 44 H                                   | Z 50087/88              | 15 juni 2012            | /                       | 8                       | Joncherolles            | STIF                    | /                       | Trans H                 |
| 45 H                                   | Z 50089/90              | 30 april 2012           | /                       | 8                       | Joncherolles            | STIF                    | /                       | Trans H                 |
| 46 H                                   | Z 50091/92              | 3 augustus 2012         | /                       | 8                       | Joncherolles            | STIF                    | /                       | Trans H                 |
| 47 H                                   | Z 50093/94              | 20 juli 2012            | /                       | 8                       | Joncherolles            | STIF                    | /                       | Trans H                 |
| 48 H                                   | Z 50095/96              | 30 augustus 2012        | /                       | 8                       | Joncherolles            | STIF                    | /                       | Trans H                 |
| 49 H                                   | Z 50097/98              | september 2012          | /                       | 8                       | Joncherolles            | STIF                    | /                       | Trans H                 |
| 50 H                                   | Z 50099/100             | 30 november 2011        | /                       | 8                       | Joncherolles            | STIF                    | /                       | Trans H                 |
| 51 H                                   | Z 50101/102             | 30 november 2011        | /                       | 8                       | Joncherolles            | STIF                    | /                       | Trans H                 |
| 52 H                                   | Z 50103/104             | 19 december 2011        | /                       | 8                       | Joncherolles            | STIF                    | /                       | Trans H                 |
| 53 H                                   | Z 50105/106             | 12 december 2011        | /                       | 8                       | Noisy-le-Sec            | STIF                    | /                       | Trans H                 |
| 54 H                                   | Z 50107/108             | 21 december 2011        | /                       | 8                       | Joncherolles            | STIF                    | /                       | Trans H                 |
| 55 H                                   | Z 50109/110             | 29 december 2011        | /                       | 8                       | Joncherolles            | STIF                    | /                       | Trans H                 |
| 56 H                                   | Z 50111/12              | 28 september 2012       | /                       | 8                       | Joncherolles            | STIF                    | /                       | Trans H                 |
| 57 H                                   | Z 50113/14              | 15 juni 2012            | /                       | 8                       | Joncherolles            | STIF                    | /                       | Trans H                 |
| 58 H                                   | Z 50115/16              | 12 oktober 2012         | /                       | 8                       | Joncherolles            | STIF                    | /                       | Trans H                 |
| 59 H                                   | Z 50117/18              | 6 juli 2012             | /                       | 8                       | Joncherolles            | STIF                    | /                       | Trans H                 |
| 60 H                                   | Z 50119/20              | 11 juni 2012            | /                       | 8                       | Joncherolles            | STIF                    | /                       | Trans H                 |
| 61 H                                   | Z 50121/22              | 27 juni 2012            | /                       | 8                       | Joncherolles            | STIF                    | /                       | Trans H                 |
| 62 H                                   | Z 50123/24              | november 2012           | /                       | 8                       | Joncherolles            | STIF                    | /                       | Trans H                 |
| 63 H                                   | Z 50125/26              | 19 oktober 2012         | /                       | 8                       | Joncherolles            | STIF                    | /                       | Trans H                 |
| 64 H                                   | Z 50127/28              | 16 november 2012        | /                       | 8                       | Joncherolles            | STIF                    | /                       | Trans H                 |
| 65 H                                   | Z 50129/30              | 30 november 2012        | /                       | 8                       | Joncherolles            | STIF                    | /                       | Trans H                 |
| 66 H                                   | Z 50129/30              | 20 december 2012        | /                       | 8                       | Joncherolles            | STIF                    | /                       | Trans H                 |
| 67 H                                   | Z 50133/34              | 26 oktober 2012         | /                       | 8                       | Joncherolles            | STIF                    | /                       | Trans H                 |
| 68 H                                   | Z 50135/36              | 11 juni 2012            | /                       | 8                       | Joncherolles            | STIF                    | /                       | Trans H                 |
| 69 H                                   | Z 50137/38              | 22 juni 2012            | /                       | 8                       | Joncherolles            | STIF                    | /                       | Trans H                 |
| 70 H                                   | Z 50139/40              | 6 juli 2012             | /                       | 8                       | Joncherolles            | STIF                    | /                       | Trans H                 |
| 71 H                                   | Z 50141/42              | 27 juli 2012            | /                       | 8                       | Joncherolles            | STIF                    | /                       | Trans H                 |
| 72 H                                   | Z 50143/44              | 27 augustus 2012        | /                       | 8                       | Joncherolles            | STIF                    | /                       | Trans H                 |
| 73 H                                   | Z 50145/46              | 6 september 2012        | /                       | 8                       | Joncherolles            | STIF                    | /                       | Trans H                 |
| 74 H                                   | Z 50147/48              | 20 september 2012       | /                       | 8                       | Joncherolles            | STIF                    | /                       | Trans H                 |
| 75 H                                   | Z 50149/50              | 5 oktober 2012          | /                       | 8                       | Joncherolles            | STIF                    | /                       | Trans H                 |
| 76 H                                   | Z 50151/52              | 19 oktober 2012         | /                       | 8                       | Joncherolles            | STIF                    | /                       | Trans H                 |
| 77 H                                   | Z 50153/54              | 2 november 2012         | /                       | 8                       | Joncherolles            | STIF                    | /                       | Trans H                 |
| 78 L                                   | Z 50155/56              | 16 juni 2013            | /                       | 7                       | Levallois               | STIF                    | /                       | Trans L                 |
| 79 L                                   | Z 50157/58              | 11 februari 2013        | /                       | 7                       | Levallois               | STIF                    | /                       | Trans L                 |
| 80 L                                   | Z 50159/60              | 17 april 2013           | /                       | 7                       | Levallois               | STIF                    | /                       | Trans L                 |
| 81 L                                   | Z 50161/62              | 26 maart 2013           | /                       | 7                       | Levallois               | STIF                    | /                       | Trans L                 |
| 82 H                                   | Z 50163/64              | 30 november 2012        | /                       | 8                       | Joncherolles            | STIF                    | /                       | Trans H                 |
| 83 H                                   | Z 50165/66              | 23 november 2012        | /                       | 8                       | Joncherolles            | STIF                    | /                       | Trans H                 |
| 84 H                                   | Z 50167/68              | 7 december 2012         | /                       | 8                       | Joncherolles            | STIF                    | /                       | Trans H                 |
| 85 H                                   | Z 50169/70              | 14 december 2012        | /                       | 8                       | Joncherolles            | STIF                    | /                       | Trans H                 |
| 86 L                                   | Z 50171/72              | 1 juli 2013             | /                       | 7                       | Levallois               | STIF                    | /                       | Trans L                 |
| 87 L                                   | Z 50173/74              | 24 juli 2013            | /                       | 7                       | Levallois               | STIF                    | /                       | Trans L                 |
| 88 L                                   | Z 50175/76              | 3 oktober 2013          | /                       | 7                       | Levallois               | STIF                    | /                       | Trans L                 |
| 89 P                                   | Z 50177/78              | 31 maart 2013           | /                       | 8                       | Joncherolles            | STIF                    | /                       | Trans P                 |
| 90 H                                   | Z 50179/80              | 30 oktober 2013         | /                       | 8                       | Joncherolles            | STIF                    | /                       | Trans H                 |
| 91 H                                   | Z 50181/82              | december 2013           | /                       | 8                       | Joncherolles            | STIF                    | /                       | Trans H                 |
| 92 P                                   | Z 50183/84              | 29 april 2013           | /                       | 8                       | Joncherolles            | STIF                    | /                       | Trans P                 |
| 93 H                                   | Z 50185/86              | 30 april 2013           | /                       | 8                       | Joncherolles            | STIF                    | /                       | Trans H                 |
| 94 H                                   | Z 50187/88              | 3 juni 2013             | /                       | 8                       | Joncherolles            | STIF                    | /                       | Trans H                 |
| 95 H                                   | Z 50189/90              | 31 mei 2013             | /                       | 8                       | Joncherolles            | STIF                    | /                       | Trans H                 |
| 96 H                                   | Z 50191/92              | 21 juni 2013            | /                       | 8                       | Joncherolles            | STIF                    | /                       | Trans H                 |
| 97 H                                   | Z 50193/94              | 10 juli 2013            | /                       | 8                       | Joncherolles            | STIF                    | /                       | Trans H                 |
| 98 H                                   | Z 50195/96              | 29 juli 2013            | /                       | 8                       | Joncherolles            | STIF                    | /                       | Trans H                 |
| 99 L                                   | Z 50197/98              | 3 oktober 2013          | /                       | 7                       | Levallois               | STIF                    | /                       | Trans L                 |
| 100 H                                  | Z 50199/00              | 10 september 2013       | /                       | 8                       | Joncherolles            | STIF                    | /                       | Trans H                 |
| 101 L                                  | Z 50201/02              | 10 oktober 2013         | /                       | 7                       | Levallois               | STIF                    | /                       | Trans L                 |
| 102 H                                  | Z 50203/04              | 30 september 2013       | /                       | 8                       | Joncherolles            | STIF                    | /                       | Trans H                 |
| 103 L                                  | Z 50205/06              | 13 november 2013        | /                       | 7                       | Levallois               | STIF                    | /                       | Trans L                 |
| 104 L                                  | Z 50207/08              | 15 november 2013        | /                       | 7                       | Levallois               | STIF                    | /                       | Trans L                 |
| 105 H                                  | Z 50209/10              | 23 oktober 2013         | /                       | 8                       | Joncherolles            | STIF                    | /                       | Trans H                 |
| 106 L                                  | Z 50211/12              | 21 november 2013        | /                       | 7                       | Levallois               | STIF                    | /                       | Trans L                 |
| 107 H                                  | Z 50213/14              | 30 oktober 2013         | /                       | 8                       | Joncherolles            | STIF                    | /                       | Trans H                 |
| 108 L                                  | Z 50215/16              | 9 december 2013         | /                       | 7                       | Levallois               | STIF                    | /                       | Trans L                 |
| 109 H                                  | Z 50217/18              | 25 november 2013        | /                       | 8                       | Joncherolles            | STIF                    | /                       | Trans H                 |
| 110 L                                  | Z 50219/20              | 24 januari 2014         | /                       | 7                       | Levallois               | STIF                    | /                       | Trans L                 |
| 111 H                                  | Z 50221/22              | 2 december 2013         | /                       | 8                       | Joncherolles            | STIF                    | /                       | Trans H                 |
| 112 L                                  | Z 50223/24              | 24 januari 2014         | /                       | 7                       | Levallois               | STIF                    | /                       | Trans L                 |
| 113 H                                  | Z 50225/26              | 19 december 2013        | /                       | 8                       | Joncherolles            | STIF                    | /                       | Trans H                 |
| 114 x                                  | Z 50227/28              | /                       | /                       | /                       | /                       | /                       | /                       | /                       |
| 115 H                                  | Z 50229/30              | februari 2014           | /                       | 8                       | Joncherolles            | STIF                    | /                       | Trans H                 |
| 116 x                                  | Z 50231/32              | /                       | /                       | /                       | /                       | /                       | /                       | /                       |
| 117 x                                  | Z 50233/34              | /                       | /                       | /                       | /                       | /                       | /                       | /                       |
| 118 x                                  | Z 50235/36              | /                       | /                       | /                       | /                       | /                       | /                       | /                       |
| 119 x                                  | Z 50237/38              | /                       | /                       | /                       | /                       | /                       | /                       | /                       |
| 120 x                                  | Z 50239/40              | /                       | /                       | /                       | /                       | /                       | /                       | /                       |
| 121 x                                  | Z 50241/42              | /                       | /                       | /                       | /                       | /                       | /                       | /                       |
| 122 x                                  | Z 50243/44              | /                       | /                       | /                       | /                       | /                       | /                       | /                       |
| 123 x                                  | Z 50245/46              | /                       | /                       | /                       | /                       | /                       | /                       | /                       |
| 124 x                                  | Z 50247/48              | /                       | /                       | /                       | /                       | /                       | /                       | /                       |
| 125 x                                  | Z 50249/50              | /                       | /                       | /                       | /                       | /                       | /                       | /                       |
| 126 x                                  | Z 50251/52              | /                       | /                       | /                       | /                       | /                       | /                       | /                       |
| 127 x                                  | Z 50253/54              | /                       | /                       | /                       | /                       | /                       | /                       | /                       |
| 128 x                                  | Z 50255/56              | /                       | /                       | /                       | /                       | /                       | /                       | /                       |
| 129 x                                  | Z 50257/58              | /                       | /                       | /                       | /                       | /                       | /                       | /                       |
| 130 x                                  | Z 50259/60              | /                       | /                       | /                       | /                       | /                       | /                       | /                       |
| 131 x                                  | Z 50261/62              | /                       | /                       | /                       | /                       | /                       | /                       | /                       |
| 132 x                                  | Z 50263/64              | /                       | /                       | /                       | /                       | /                       | /                       | /                       |
| 133 x                                  | Z 50265/66              | /                       | /                       | /                       | /                       | /                       | /                       | /                       |
| 134 x                                  | Z 50267/68              | /                       | /                       | /                       | /                       | /                       | /                       | /                       |
| 135 x                                  | Z 50269/70              | /                       | /                       | /                       | /                       | /                       | /                       | /                       |
| 136 x                                  | Z 50271/72              | /                       | /                       | /                       | /                       | /                       | /                       | /                       |
| 137 P                                  | Z 50273/74              | 10 januari 2013         | /                       | 8                       | Noisy-le-Sec            | STIF                    | /                       | Trans P                 |
| 138 P                                  | Z 50275/76              | januari 2013            | /                       | 8                       | Noisy-le-Sec            | STIF                    | /                       | Trans P                 |
| 139 P                                  | Z 50277/78              | 28 januari 2013         | /                       | 8                       | Noisy-le-Sec            | STIF                    | /                       | Trans P                 |
| 140 P                                  | Z 50279/80              | 8 februari 2013         | /                       | 8                       | Noisy-le-Sec            | STIF                    | /                       | Trans P                 |
| 141 P                                  | Z 50281/82              | 25 februari 2013        | /                       | 8                       | Joncherolles            | STIF                    | /                       | Trans P                 |
| 142 P                                  | Z 50283/84              | maart 2013              | /                       | 8                       | Joncherolles            | STIF                    | /                       | Trans P                 |
| Laatste update: 8 feb 2014 23:22 (CET) |                         |                         |                         |                         |                         |                         |                         |                         |

## Interieur

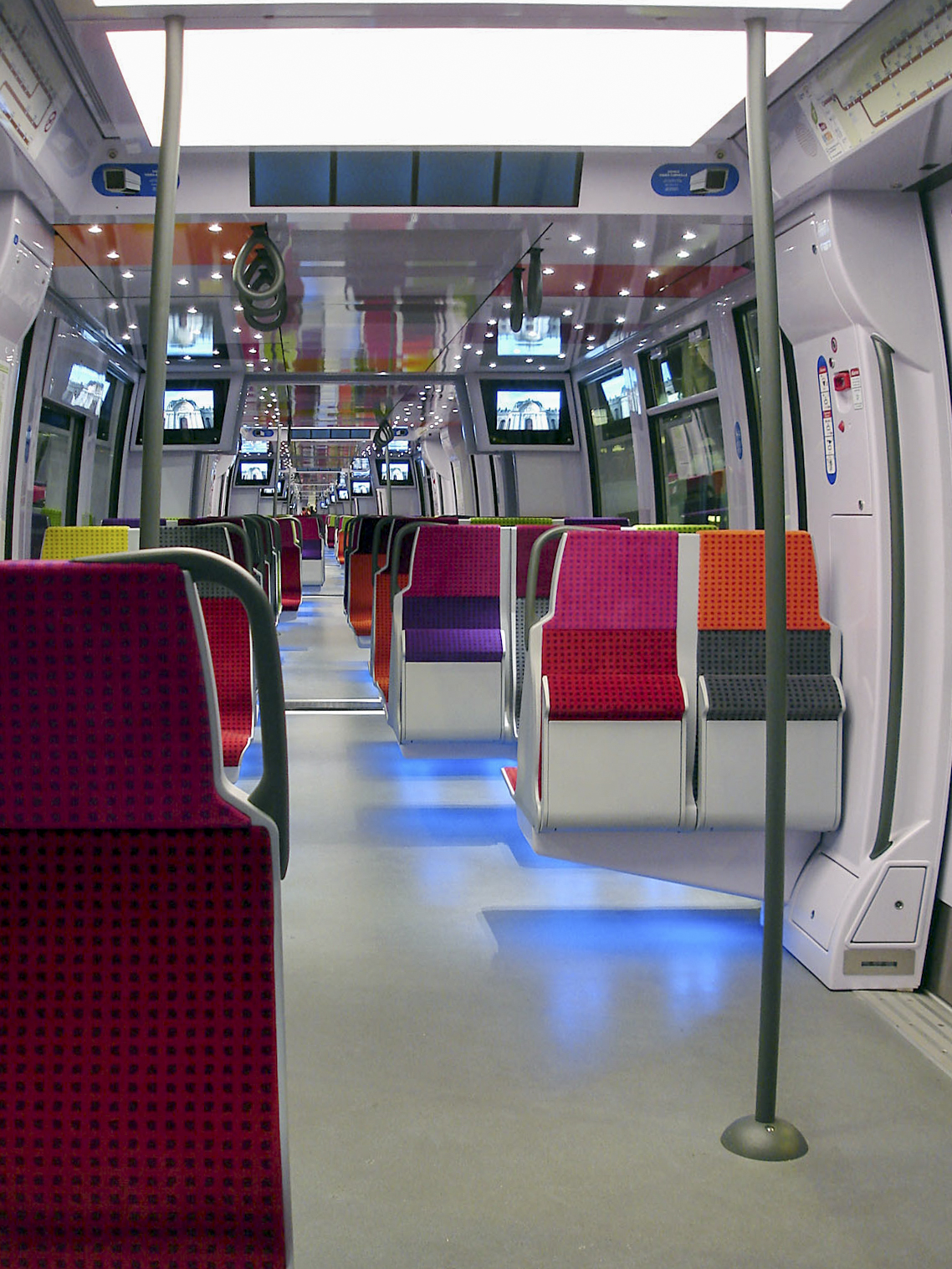
Bakovergang tussen de rijtuigen.

De treinen hebben als productnaam bij Bombardier Spacium 3,06, en zijn 3,06 meter breed. Dit wordt mogelijk gemaakt door het gebruik van korte rijtuigen, waardoor de trein niet buiten profiel komt in de bochten. Dit materieel is het breedste materieel van de SNCF.
De brede bakovergangen, zoals ook veel voorkomt bij metro's en trams, zorgen voor een betere verdeling van de passagiers in de trein. Ook ontstaat er een groter gevoel van veiligheid bij de reizigers door het verbeterde overzicht over de trein.
De vloerhoogte is 970 mm, zoals gemeten boven de rail. Hierdoor zijn de rijtuigen gemakkelijk toegankelijk vanaf perrons van 920 mm; een perronhoogte die relatief veel voorkomt in de regio Île-de-France. De rijtuigen zijn uitgerust met uitschuifbare treedplanken op 92 cm, waardoor rolstoelgebruikers zonder moeite naar binnen kunnen. Elke trein heeft een rijtuig met een speciale ruimte voor vouwfietsen en rolstoelen.
De capaciteit van een trein in basisconfiguratie (acht rijtuigen) is ongeveer 1.000 passagiers, waarvan meer dan de helft zittend. De breedte van de rijtuigen laat een 3+2 configuratie toe, met stoelen van 49 cm breed, een armleuning tussen de stoelen, hoofdsteunen en een gangpad van 55 cm breed. De afstand tussen de stoelen is 165 cm (in plaats van 154 cm bij andere voorstadstreinen) zoals ook te zien is in modern TER-materieel. De stoelen zijn gemonteerd aan een balk, die aan de zijwand hangt (cantilever-principe). Hierdoor is het materieel makkelijker schoon te maken. Ook verbetert de veiligheid, doordat er geen mogelijkheid meer is om dingen achter banken te verstoppen. De balken zijn voorzien van led-lampen, om een hoger gevoel van veiligheid en confort te geven.

De treinen hebben geen toiletten, in tegenstelling tot de meeste andere voorstadstreinen in Île-de-France. Hiervoor is gekozen omdat op deze manier vandalisme op het toilet voorkomen kan worden, hetgeen goedkoper is in het onderhoud. Ook zorgt het voor meer transparantie, doordat men overal in de trein zicht heeft over de rest van de trein. Ook beschouwde men de toiletten overbodig, aangezien de meeste reizigers 20 tot 30 minuten aan boord zijn. Het weglaten van de toiletten leidde tot kritiek van reizigers. De meest genoemde reden is dat reizigers van Parijs naar bijvoorbeeld Mantes-la-Jolie of Coulommiers veel langer dan 30 minuten aan boord zijn, en daardoor meer behoefte hebben aan toiletten.

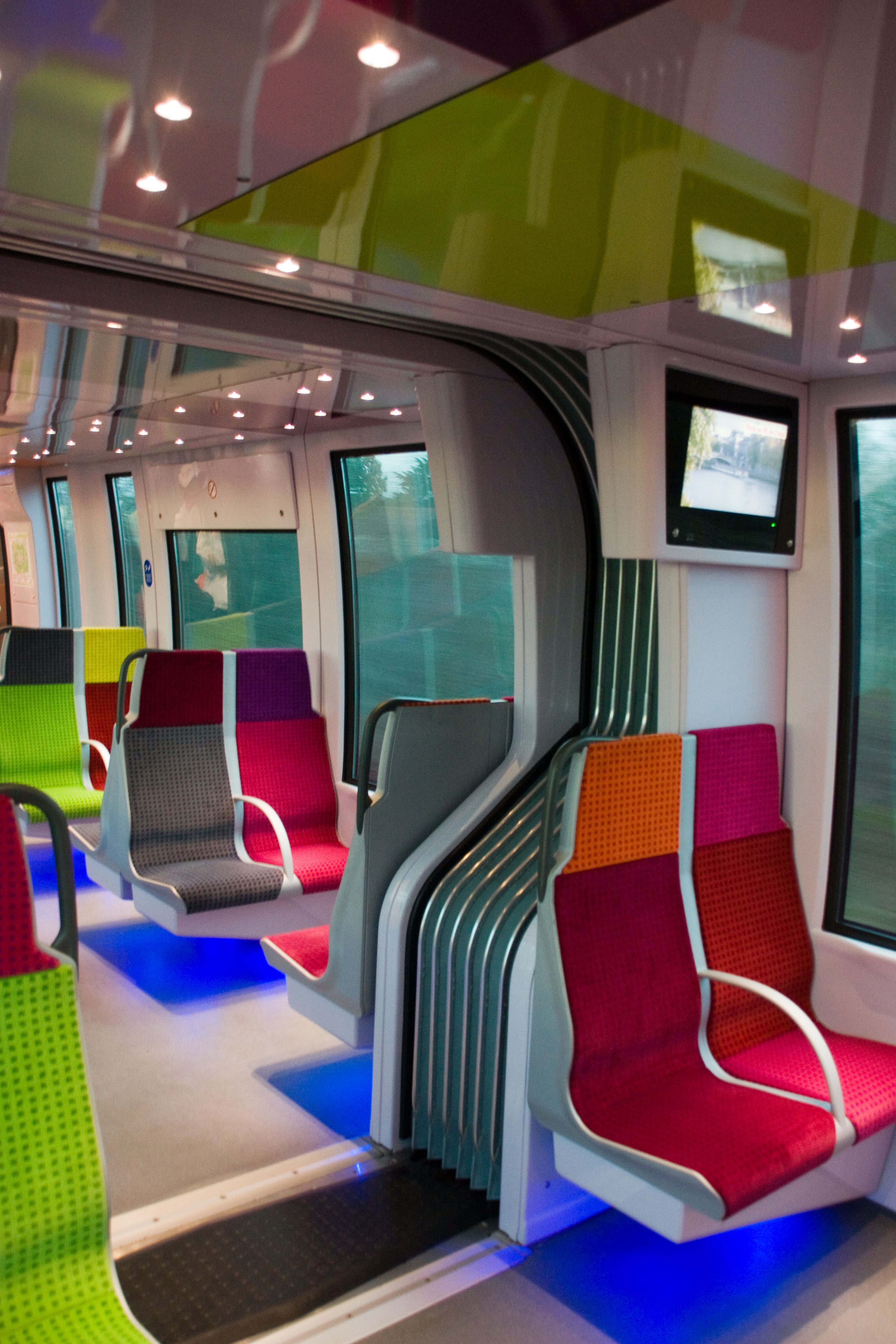
Een groep stoelen bij de bakovergang.
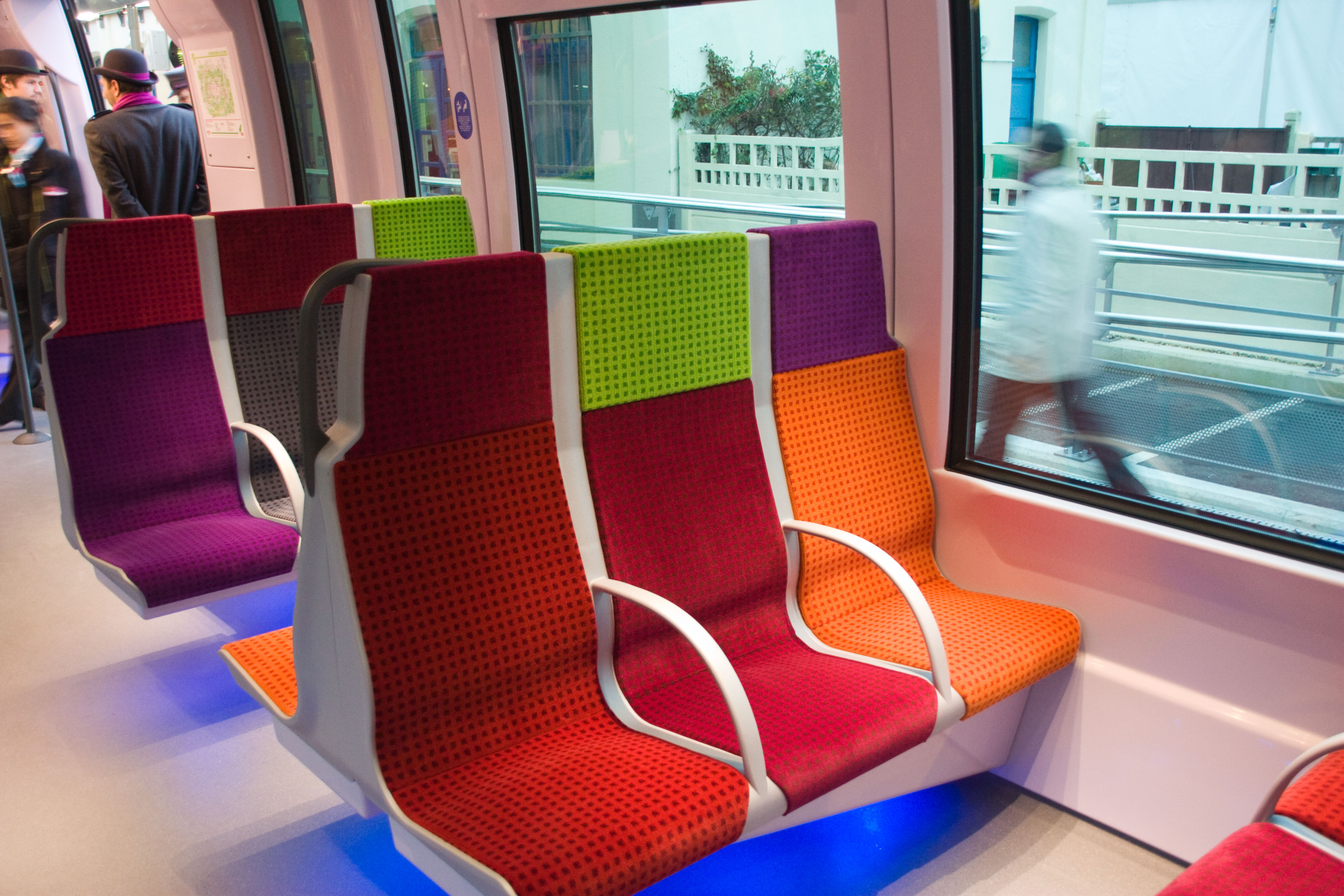
Stoelen met armleuningen
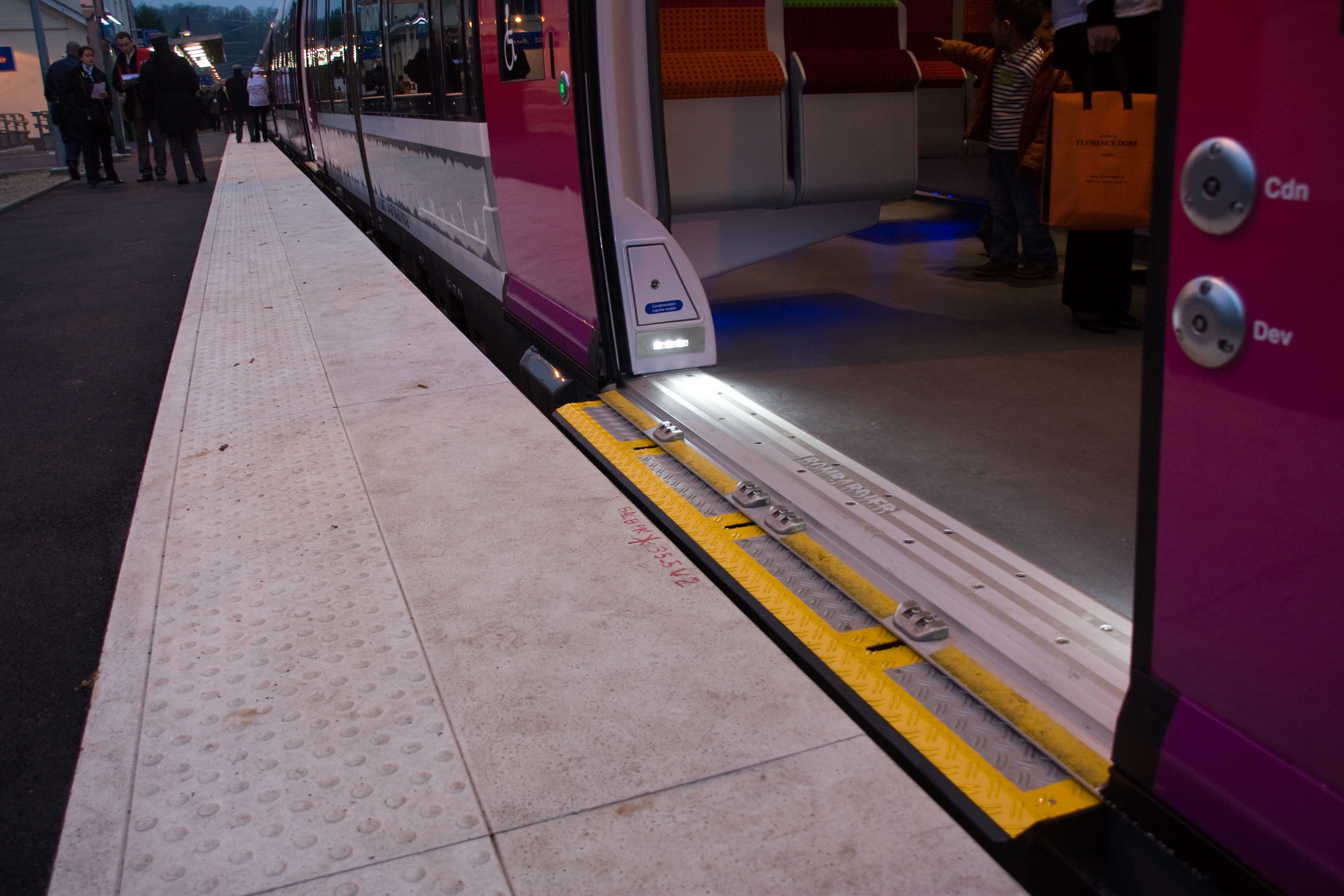
Uitschuifbare trede voor mensen met een lichamelijke beperking.
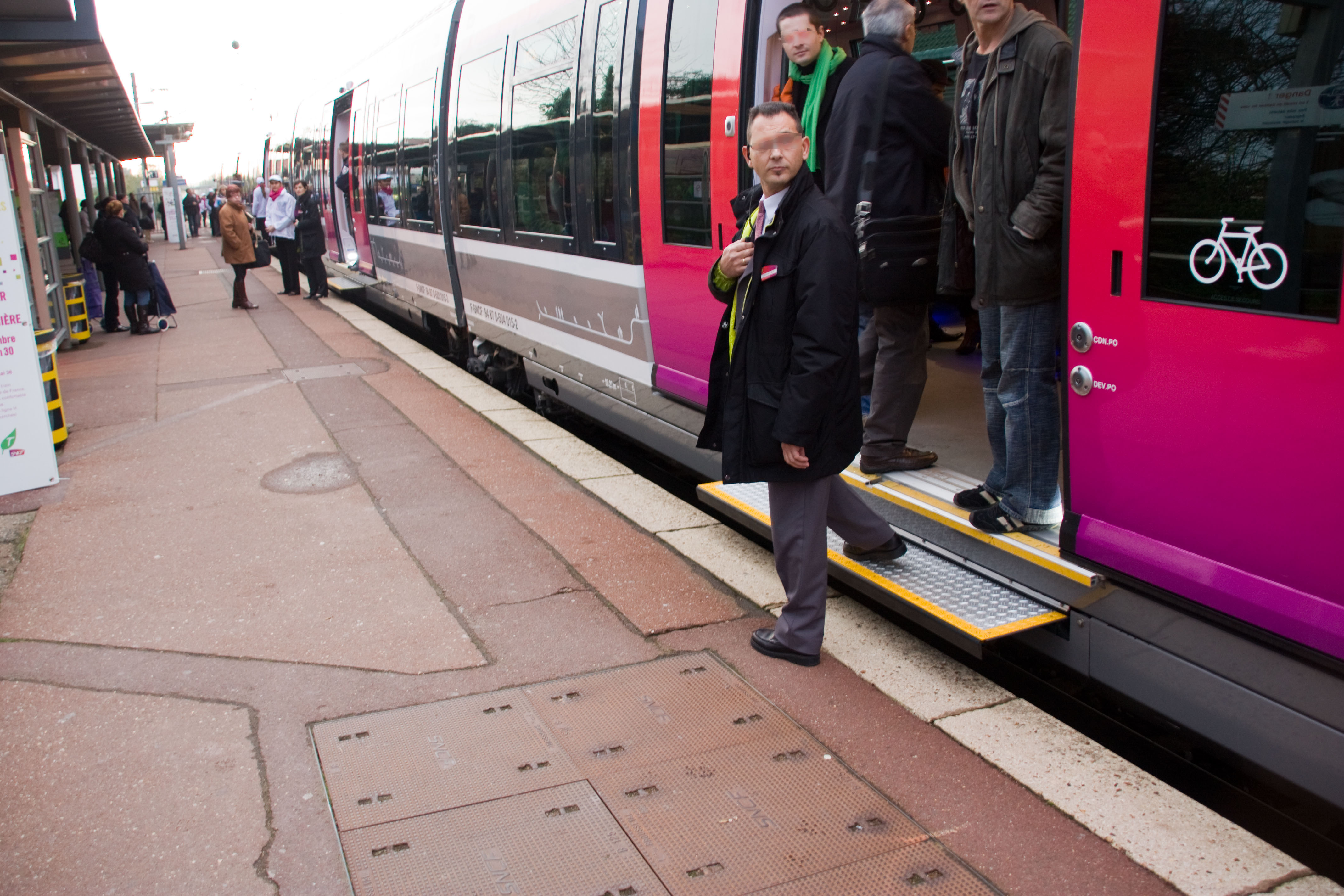
UItschuifbare trede voor lage perrons.

### Temperatuurregeling en verlichting
De treinen zijn voorzien van dubbel glas en airconditioning. De airconditioning wordt geregeld door een systeem dat bij de deuren bijhoudt hoeveel mensen er aan boord zijn, en zo de benodigde hoeveelheid verse lucht afstelt. Via dit systeem kunnen ook statistieken worden samengesteld van het aantal reizigers op de treinen.
De verwarming wordt verzorgd door radiatoren, die in tegenstelling tot oudere voorstadstreinen niet onder de banken of aan de wand bevestigd zijn, maar onder de vloer zitten. Dankzij deze vloerverwarming drogen de vloeren sneller als ze nat zijn, en ook is de temperatuur beter regelbaar. De fabrikant Bombardier heeft zich als doel gesteld dat er geen groter temperatuurverschil mag zijn dan 4 °C over de gehele lengte van een trein, en tussen de benen en het hoofd van de passagiers. Doordat er geen verwarmingselementen meer op de vloer zijn is de trein helemaal gelijkvloers.
De trein wordt verlicht met led-verlichting die ruim 85% minder stroom verbruikt, vergeleken met de in oudere treinen gebruikte TL-buizen.

### Informatievoorziening en camerabewaking
De treinen hebben een volautomatisch reizigersinformatiesysteem. Het bestaat uit acht beeldschermen boven elk balkon, verdeeld over groepen van vier schermen, en een oproepsysteem. Ook bevinden zich aan boord tv-schermen met culturele informatie; een primeur in Frankrijk. Aan de uiteinden van elk rijtuig bevinden zich twee schermen; in een trein van 8 rijtuigen bevinden zich 32 schermen. Eventueel geluid bij de beelden kan men alleen horen via draadloze koptelefoons, wat voor de SNCF reden is om de schermen niet te gebruiken voor reizigersinformatie.
De rijtuigen hebben twee bewakingscamera's per balkon, die door de treinbestuurder bediend kunnen worden. Als aan de noodrem getrokken wordt kan de treinbestuurder op basis van de beelden bepalen dat terecht was. Indien dit niet het geval is kan de treinbestuurder de noodrem vanuit zijn cabine weer uitzetten.

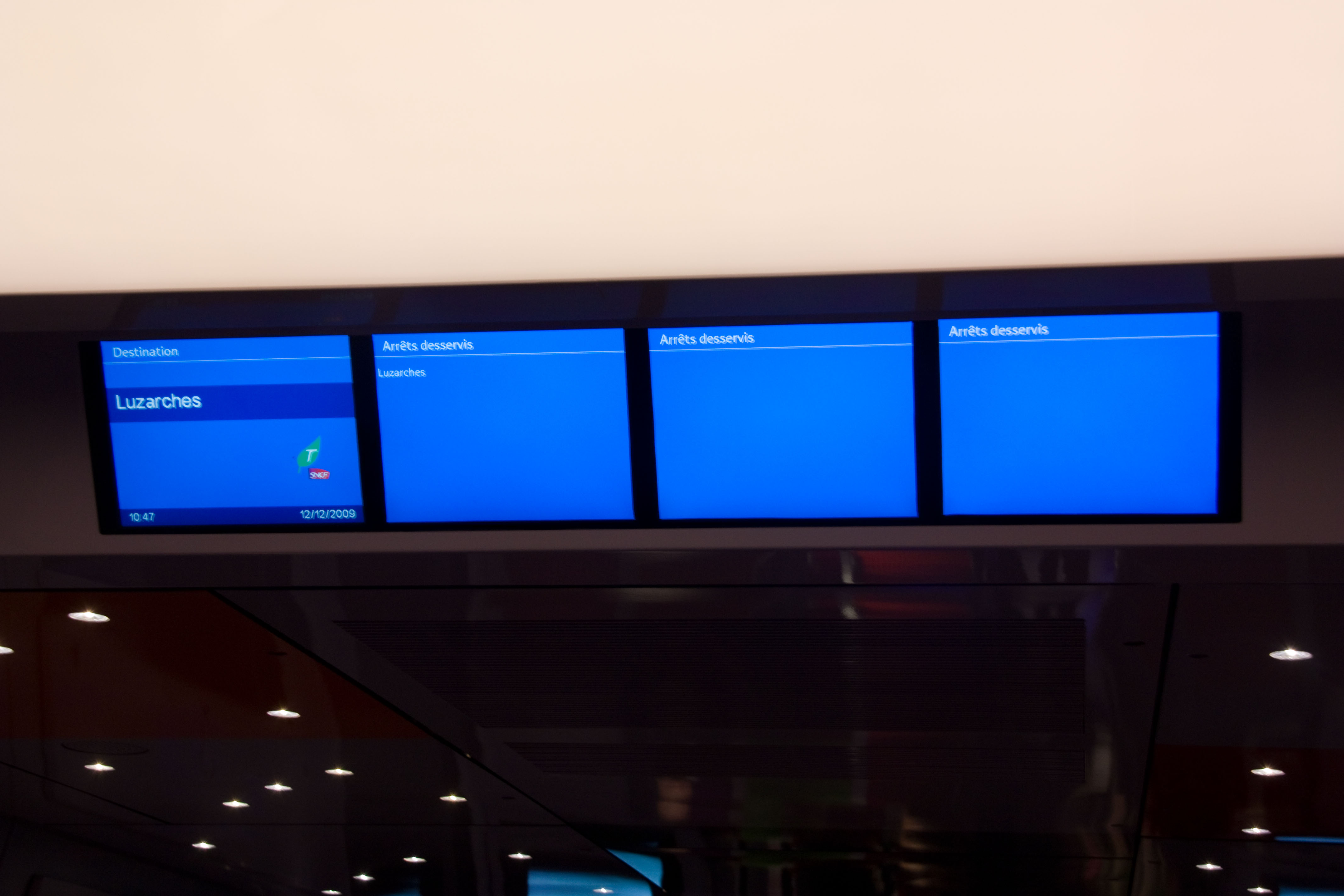
Informatieschermen tonen de eindbestemming van de trein
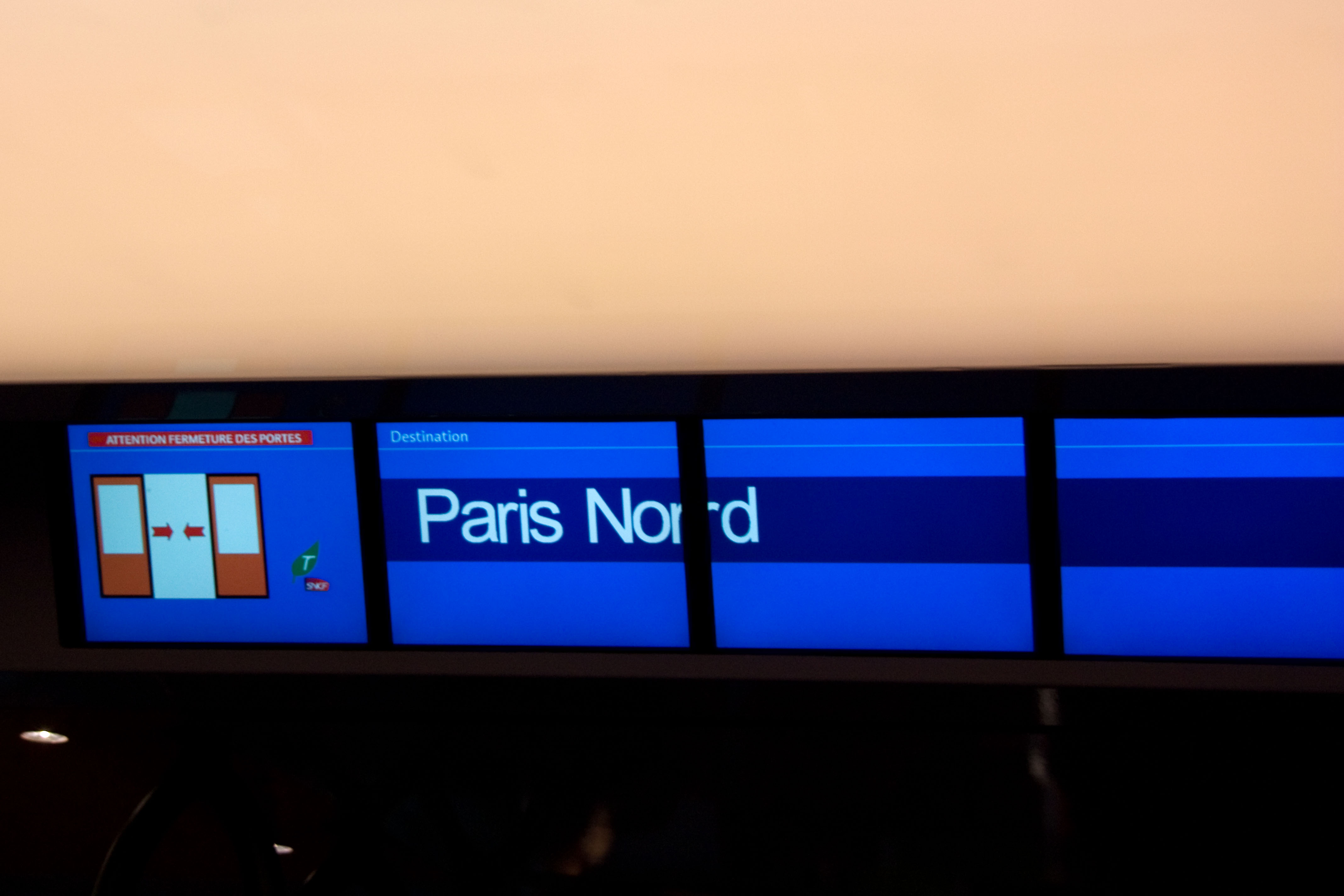
Informatieschermen tonen een waarschuwing voor het sluiten van de deuren
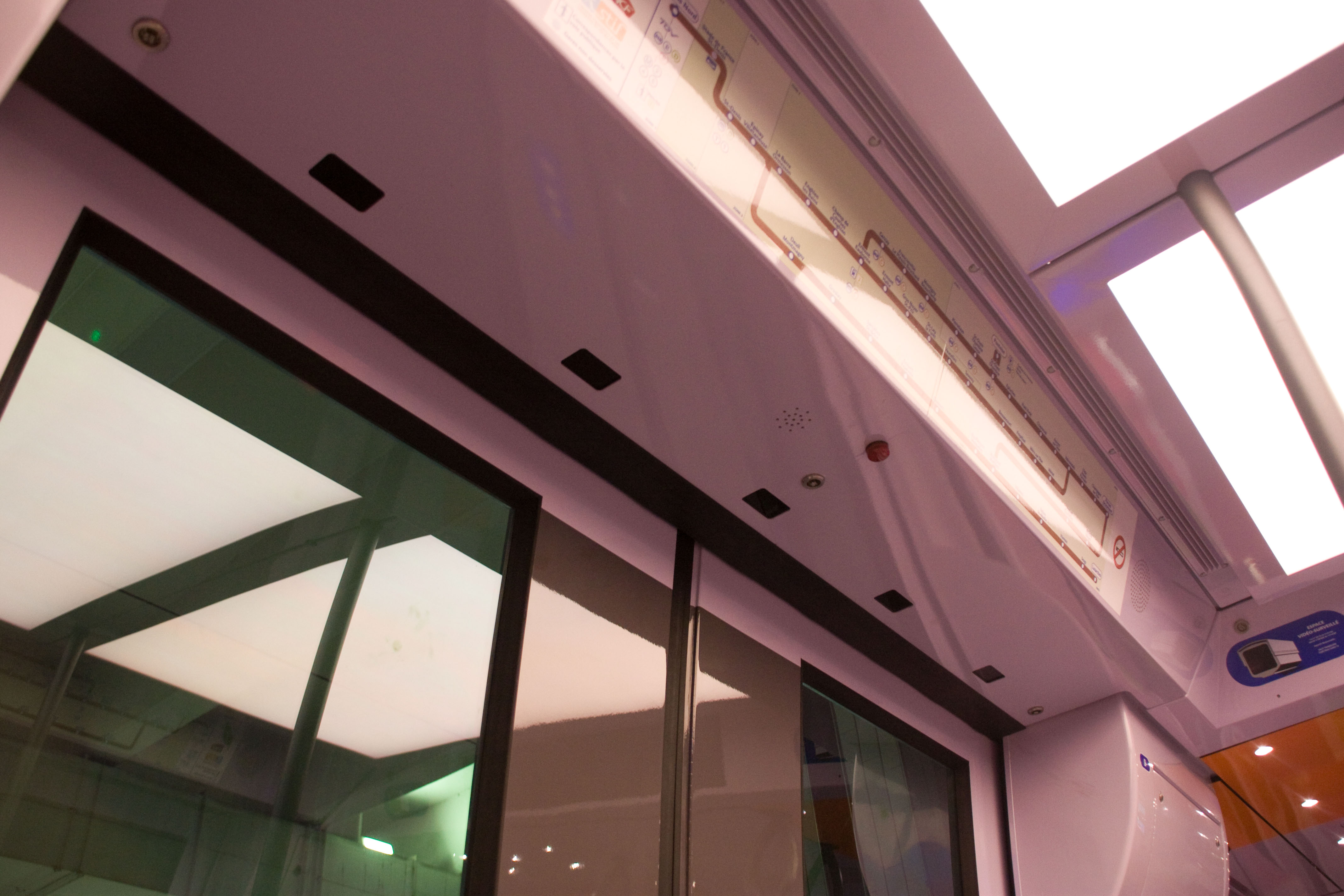
Reizigerstelsysteem en beveiligingscamera
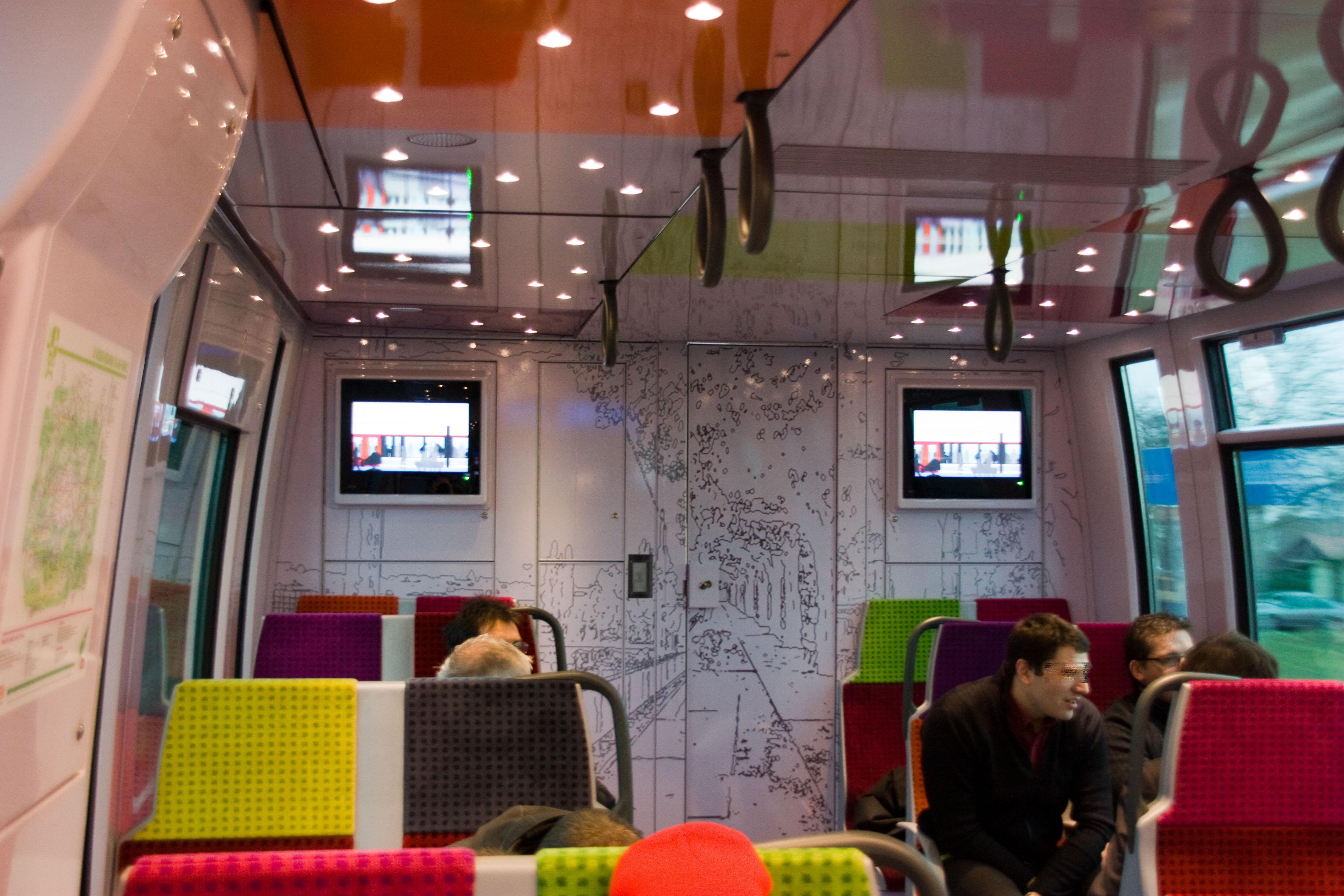
Beeldschermen met culturele informatie

## Specificaties
De Z 50000 is een gelede trein, met jacobsdraaistellen tussen de rijtuigen, zoals te zien is bij veel moderne treinen zoals de Sprinter Lighttrain. De vijf motoren zijn verdeeld over de hele trein, en bevinden zich bij vijf van de acht of negen draaistellen van de trein. Op een snelheid van 120 km/h produceert de trein een geluid van minder dan 68 decibel, wat veel minder is dan zijn voorgangers, de "P'tit Gris". Op zijn maximumsnelheid van 140 km/h produceert de trein een geluid van 81 decibel.
Er bestaan twee lengtes: treinen van 112,50 meter lang met acht rijtuigen, en treinen van 94,31 meter met zeven rijtuigen. De laatste treinen hebben ook een ingekort middenrijtuig, en zijn bedoeld voor het netwerk van Transilien Paris Saint-Lazare. De reden tot aanschaf van kortere treinen voor het netwerk van Transilien Saint-Lazare is dat de perrons van station Saint-Lazare met een lengte van 190 meter te kort zijn om twee gekoppelde treinstellen van de "gewone" lengte te ontvangen. Deze treinen hebben een kleinere capaciteit, van slechts 800 passagiers tegenover 1000 voor de "lange versie". Het leeggewicht in rijklare toestand is 235 ton bij de lange versie en 210 ton bij de korte versie.
De elektrische motor werkt op twee voltagesystemen: 1500 V gelijkstroom en 25.000 volt wisselstroom. Hierdoor is het mogelijk op vrijwel alle spoorlijnen in Île-de-France te rijden. De trein verbruikt 20% minder stroom dan zijn voorgangers, hetgeen de exploitatie goedkoper maakt.
De Z 50000 treinen met acht rijtuigen hebben een speciale eigenschap: bij normaal gebruik wordt slechts 80% van de beschikbare motorkracht, 2.950 kilowatt, gebruikt. De trein bestaat namelijk uit twee afzonderlijke motorsets, de rijtuigen 1-4 enerzijds en de rijtuigen 6-8 anderzijds. Indien een van de motorsets uitvalt, werkt de andere motorset op 100% zodat er doorgereden kan worden tot de eindbestemming - zij het met vertraging. Het acceleratievermogen van een trein van acht rijtuigen is 0,9 m/s², bij een trein van zeven rijtuigen is dat 1 m/s². In gewone dienst is het maximum remvermogen 1,05 m/s².
Alle technische apparatuur is ondergebracht op het dak of onder de vloer, waardoor zich in het reizigersgedeelte geen technische installaties bevinden. Elke trein is uitgerust met twee stroomafnemers van het type AX, die gemonteerd zijn op de daken van het tweede of het zevende rijtuig (of zesde bij een trein van zeven rijtuigen). De stroomafnemers worden gebruikt onder 1.500 volt gelijkspanning en 25.000 volt wisselspanning. De trein heeft maar een stroomafnemer nodig onder 25 kV, en twee onder 1500 volt.
De Z 50000 heeft draaistellen van het type "Flexx Compact". De vijf gemotoriseerde draaistellen bevinden zich aan elk uiteinde onder de bestuurscabine, tussen de rijtuigen 2 en 3, 3 en 4 en 6 en 7 (versie met acht rijtuigen) of 5 en 6 (versie met zeven rijtuigen).
De treinen zijn binnen het SNCF-besturingssysteem genummerd in de Z 50000-serie. Voor de treinbestuurder wordt echter een andere nummering aangehouden, die wordt berekend door van het hoogste computernummer 50000 af te trekken en vervolgens het overgebleven getal door twee te delen. Het treinstel met computernummer Z 50017/18 heeft als treinnummer dus 09. De computernummering van de rijtuigen van een trein is:
- Oneven rijtuig: Z 50000 + (treinnummer × 2) − 1
- Even rijtuig: ZR 500 000 + (treinnummer × 1000) + (treinnummer × 2) − 1
- Bestuurscabine: Z 50000 + (treinnummer × 2)

Voor bijvoorbeeld trein nr. 9 (8 rijtuigen) is de nummering: <Z 50017> <ZR 501017> <ZZ 502017> <ZR 503017> <ZR 504017> <ZR 505017> <ZR 506017> <Z 50018>.
Op de trein staat achter het treinnummer de lijnletter. Op bijvoorbeeld trein nummer negen staat dus 09H.

## Galerij

### De maquette

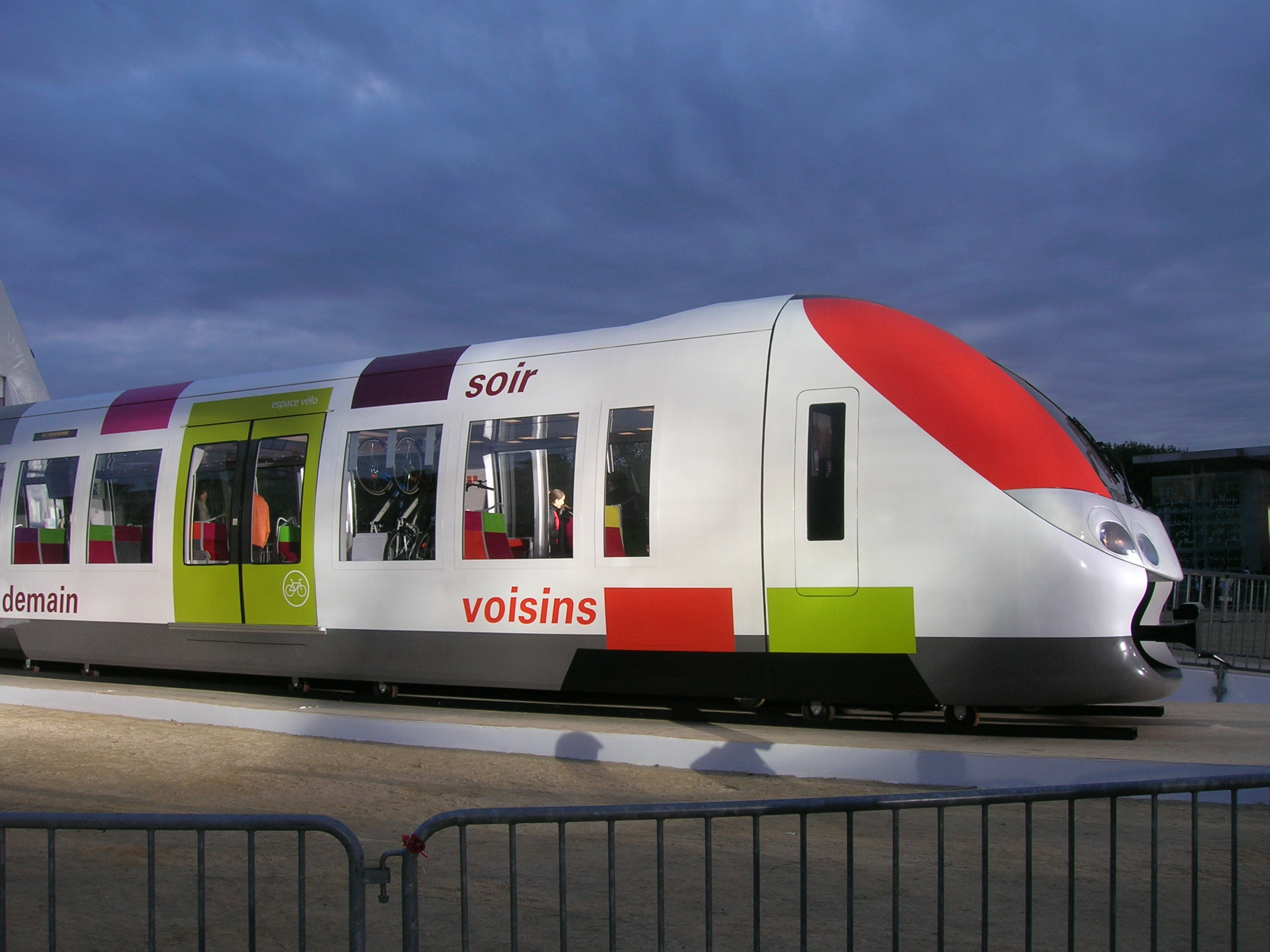
De maquette op de Champ de Mars in Parijs (28 oktober 2006)
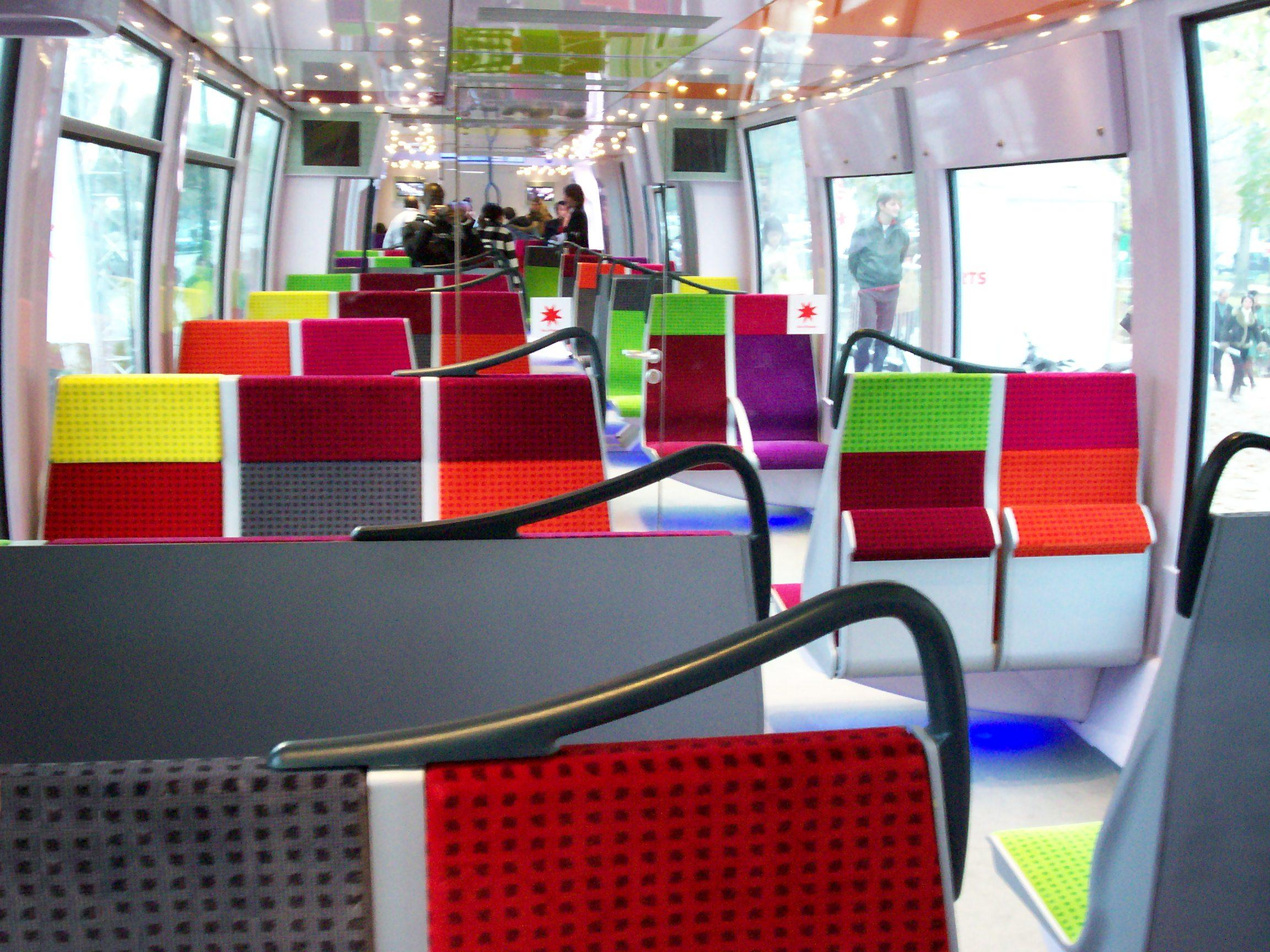
Interieur van de maquette op de Champs-Élysées in Parijs (28 oktober 2007)
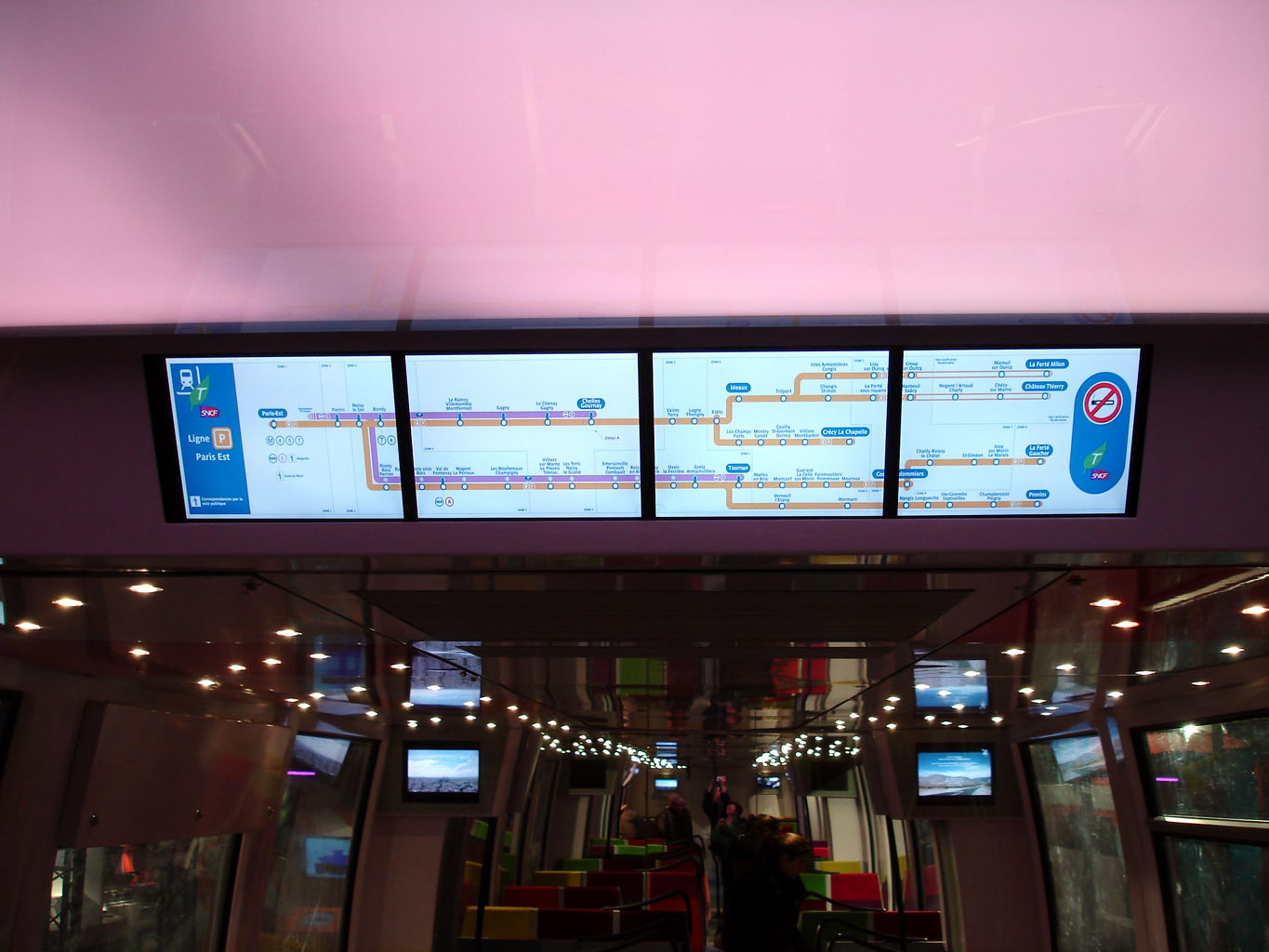
LCD-schermen
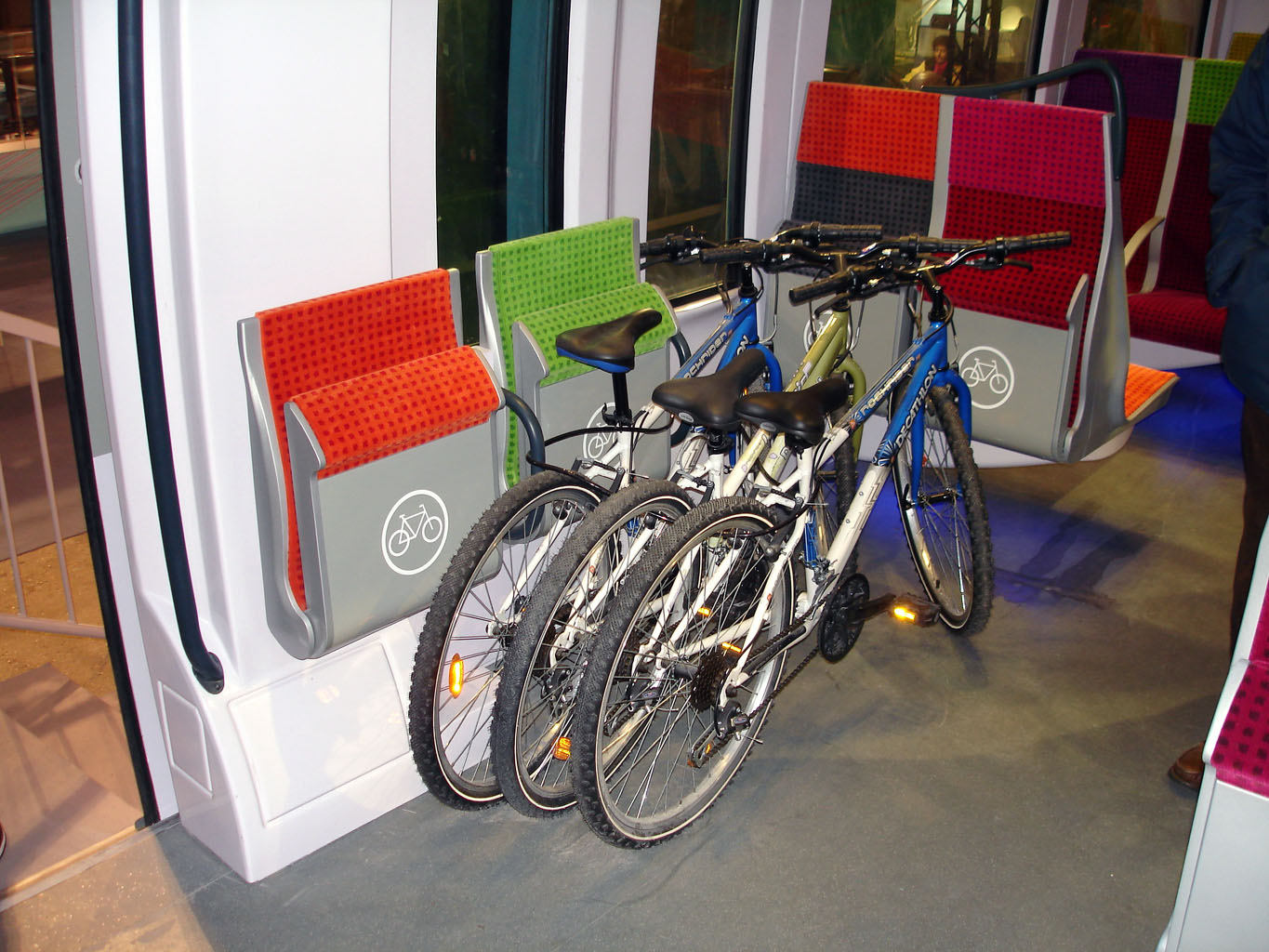
Ruimte gereserveerd voor fietsen

### Het eerste treinstel
Foto's van het testen van treinstel Z 50001/02 in de Vallée de Maurienne in juni 2009:

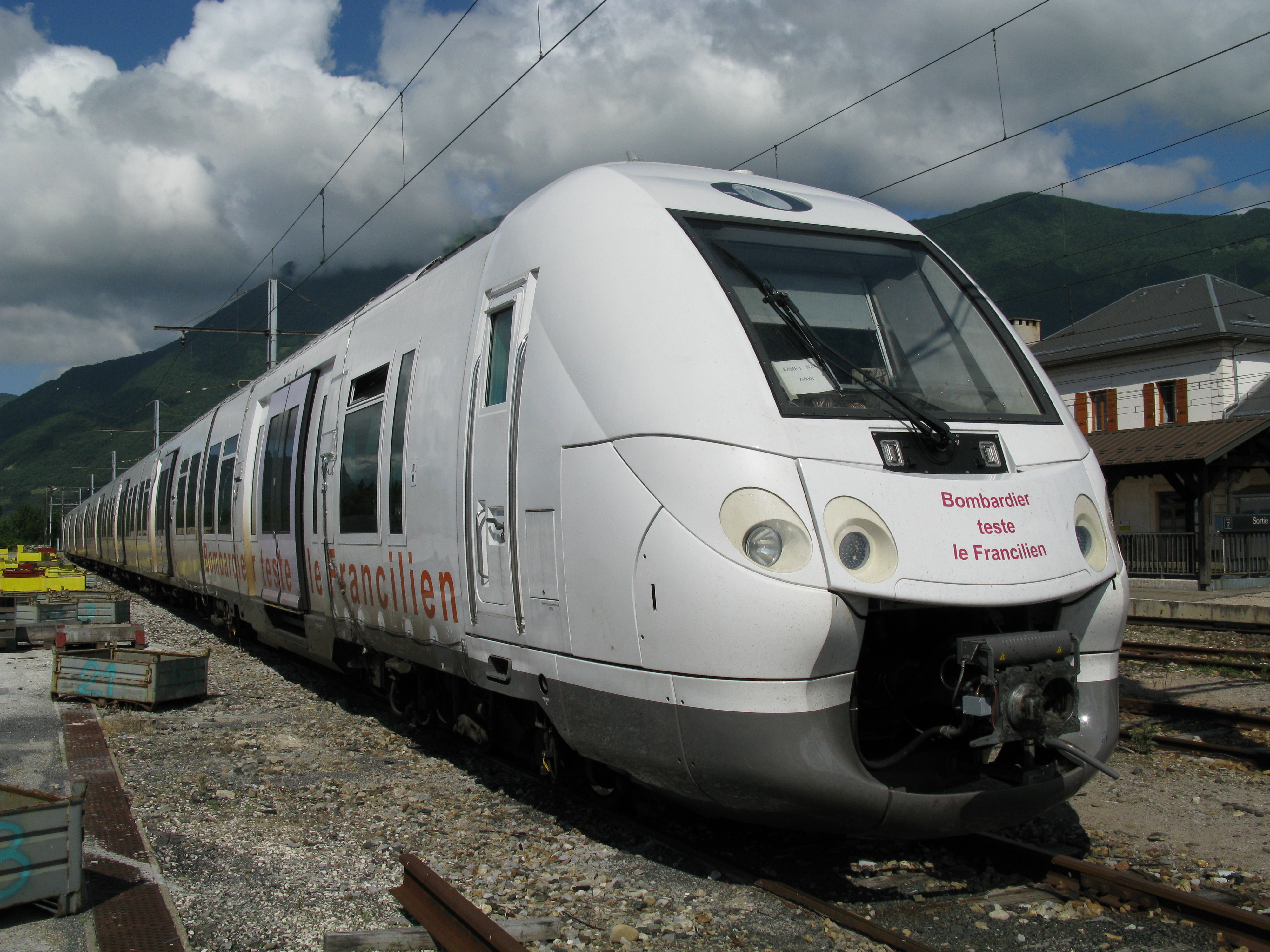
De trein in St-Pierre-d'Albigny (Savoie)
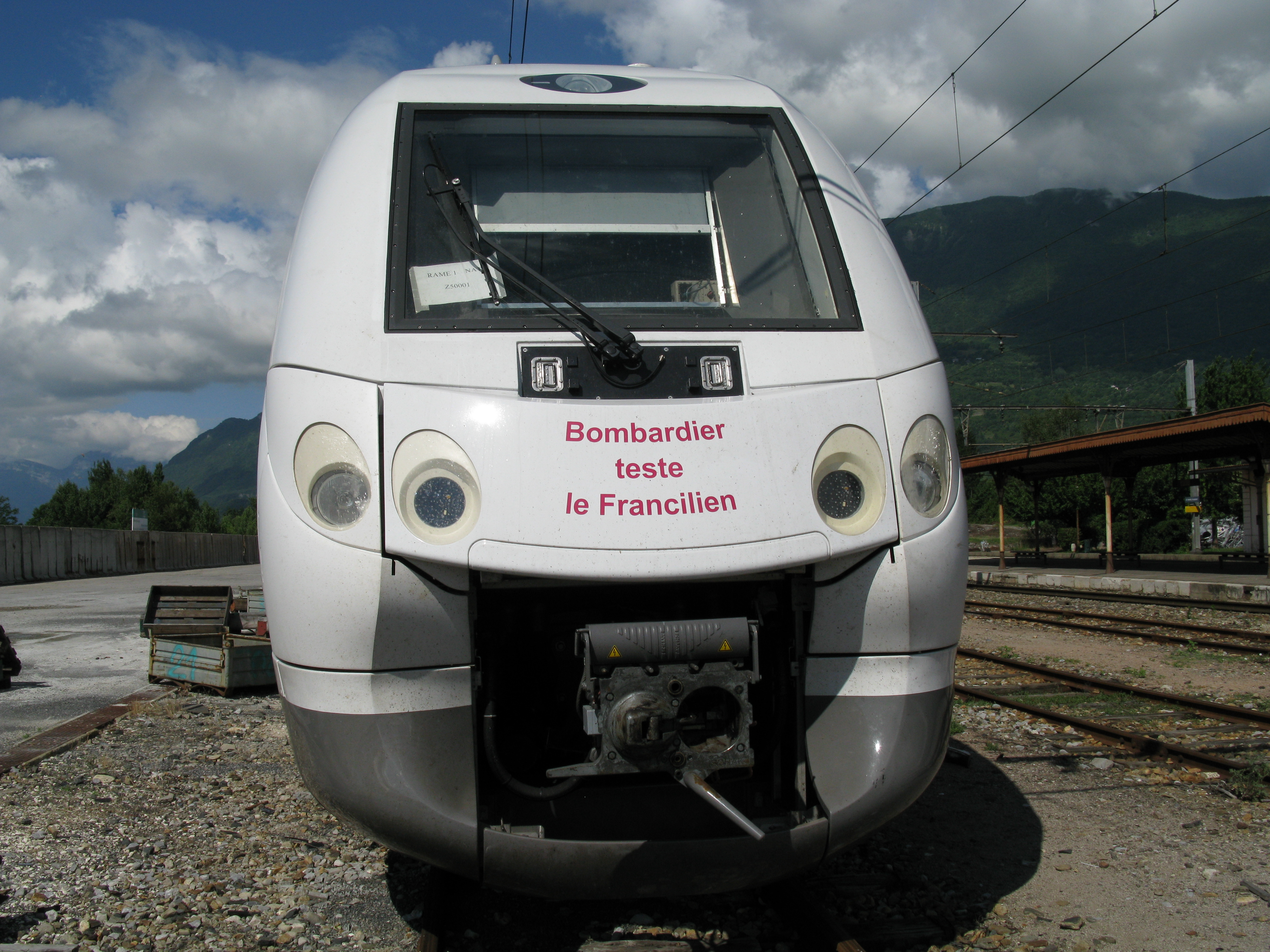
De trein in St-Pierre-d'Albigny (Savoie)
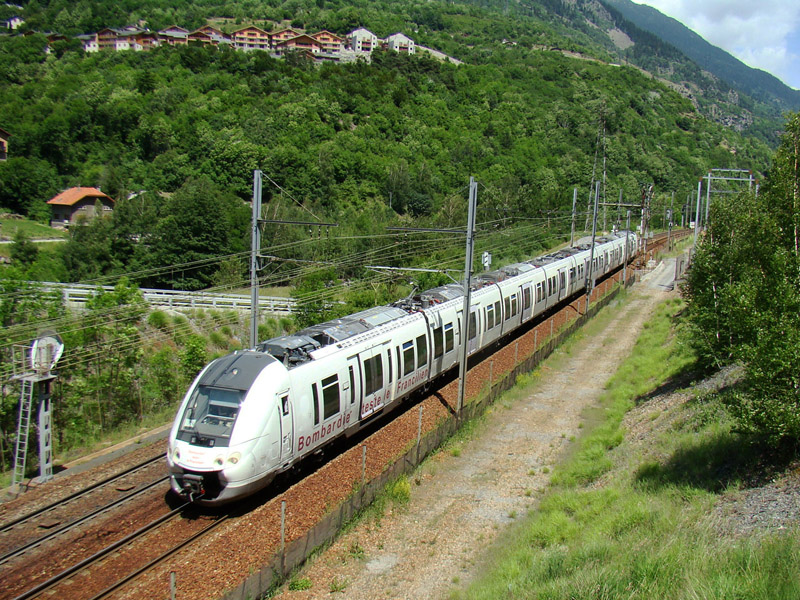
Proefrit richting Saint-Jean-de-Maurienne
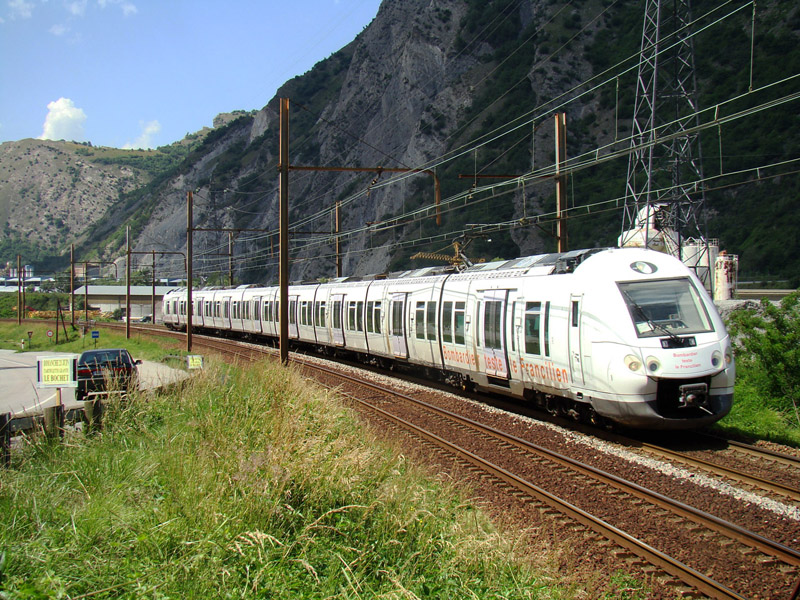
Proefrit richting Modane

### De Francilien in commerciële dienst

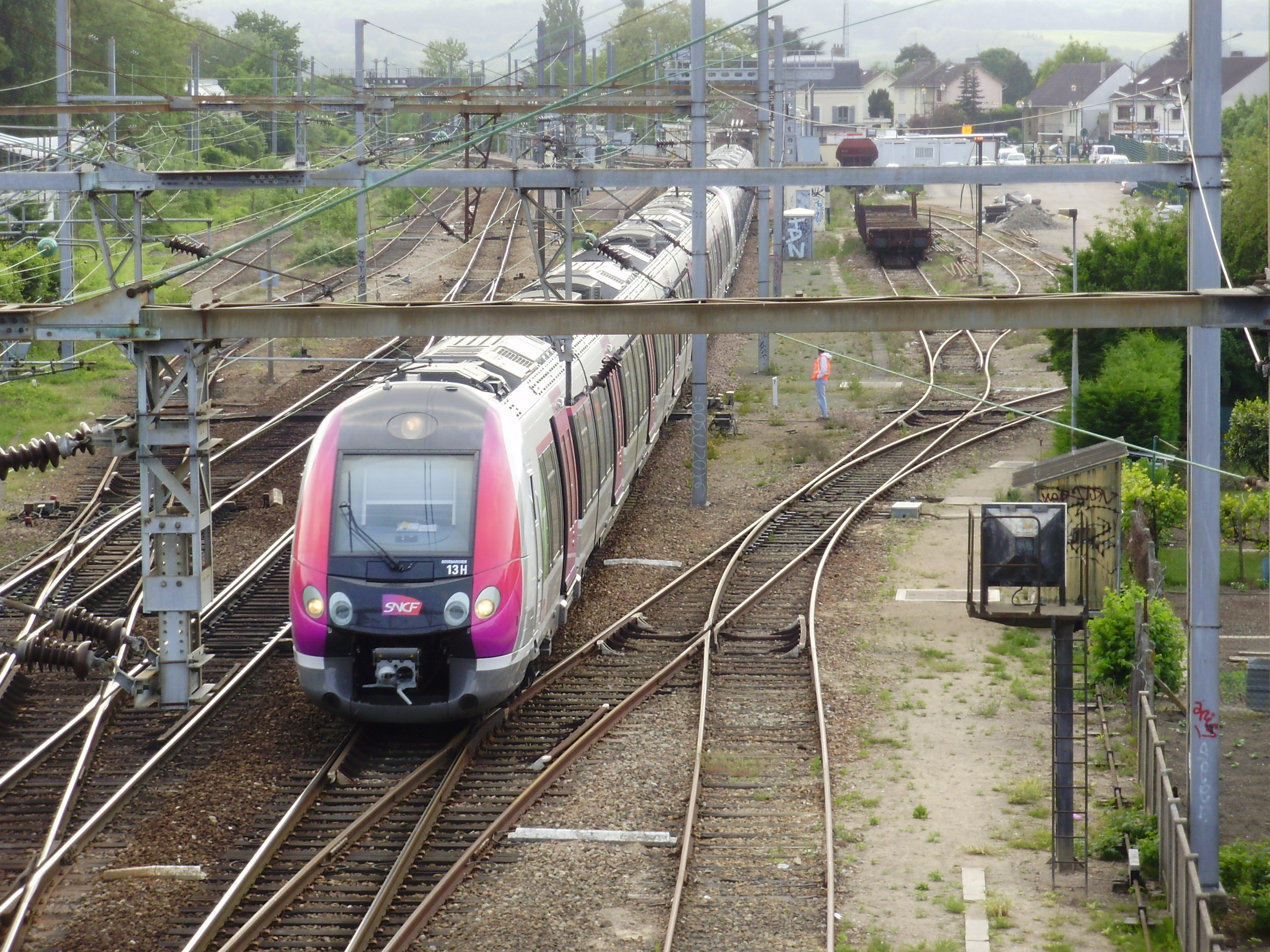
Twee treinen te Montsoult - Maffliers
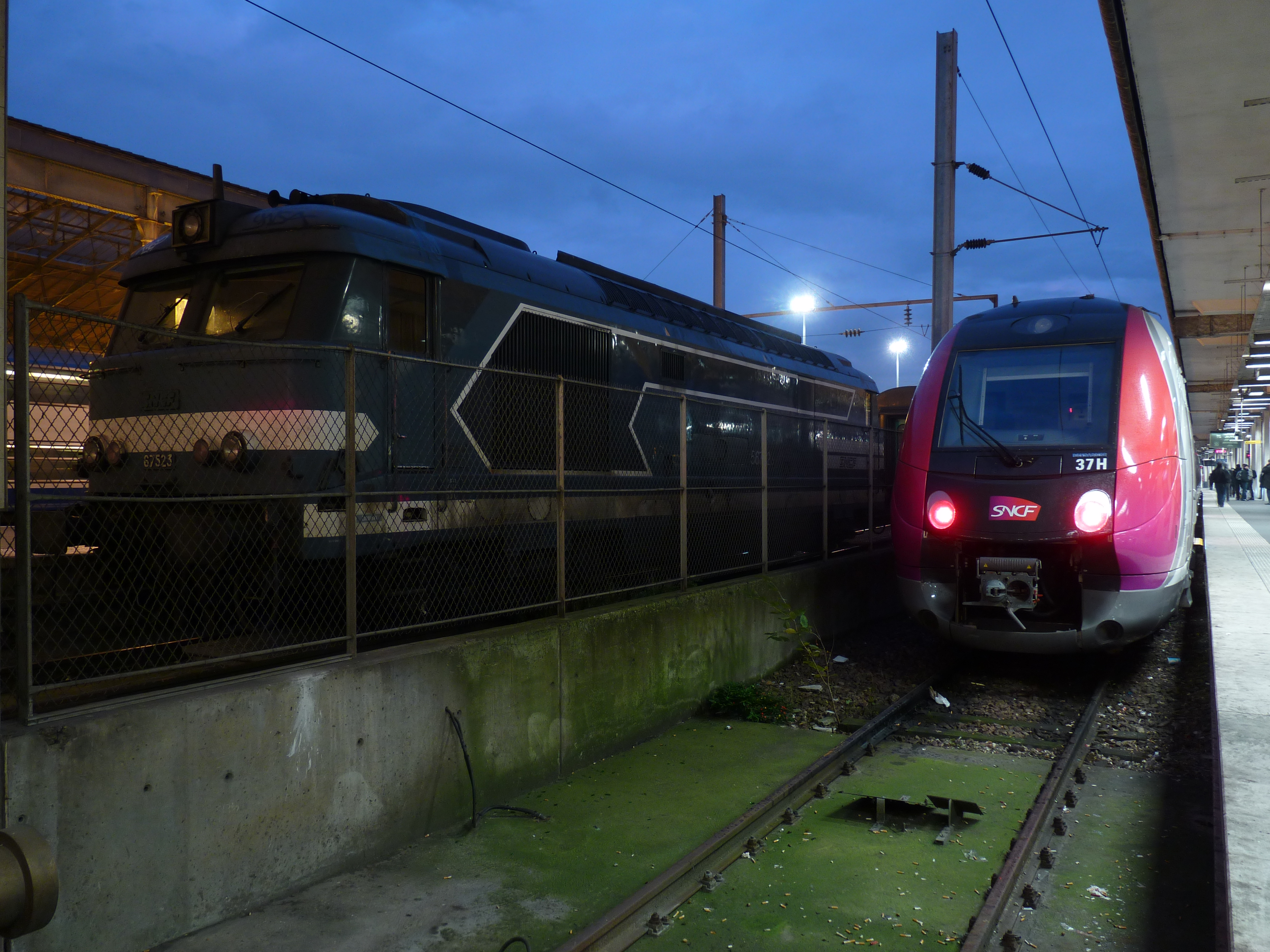
Z 50000 treinstel en BB 67400 locomotief te Paris-Nord
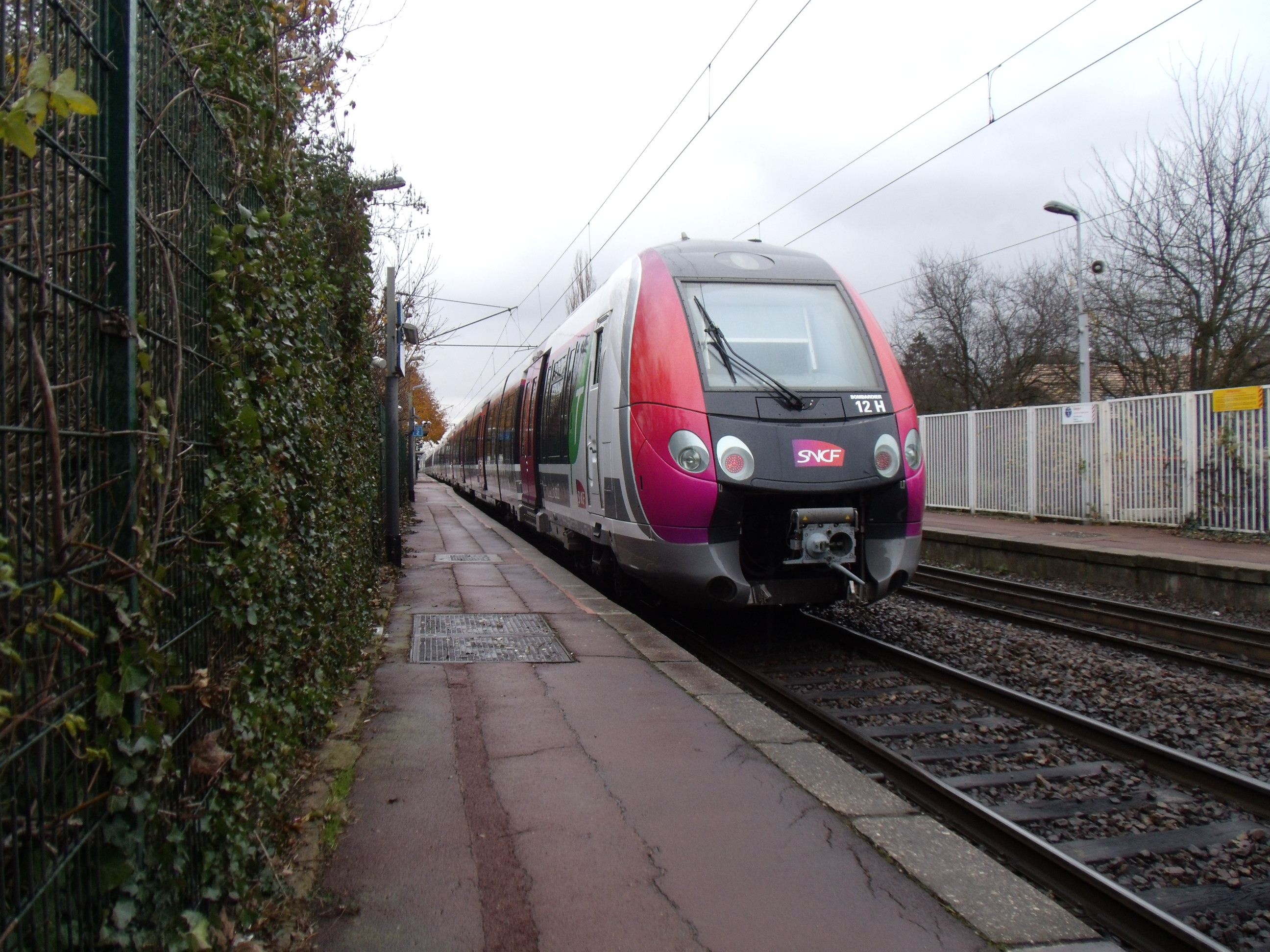
Z 50000 treinstel te Cernay
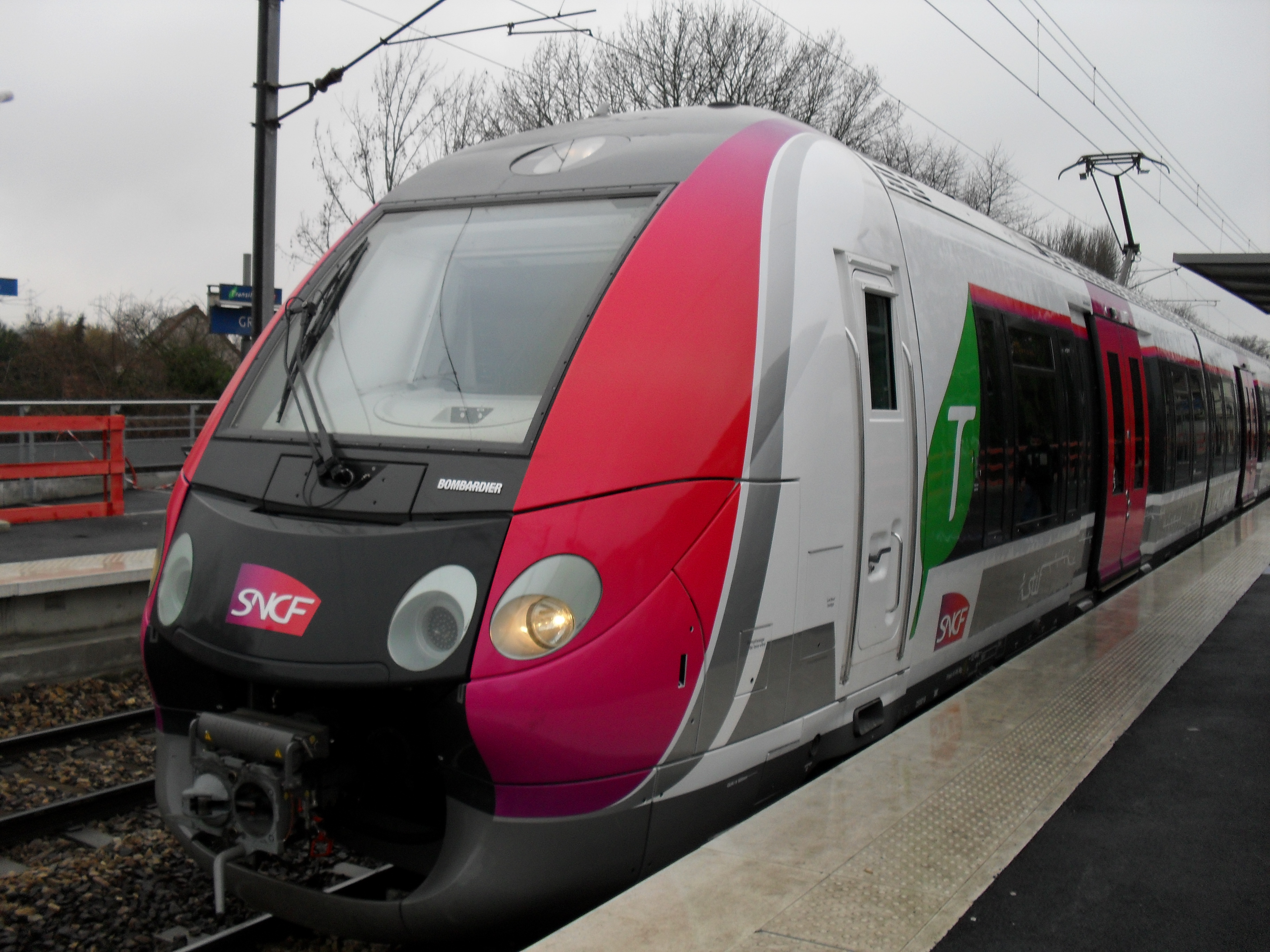
Z 50000 treinstel te Groslay